# Soissonnais
Pour les articles homonymes, voir Soissonnais (homonymie).
Le Soissonnais ou Soissonnois, est un pays traditionnel de Picardie,,, et une région naturelle de France, située au cœur du Bassin parisien, à quatre-vingts kilomètres au nord de Paris, sur les départements de l'Aisne et de l'Oise. La région tire son nom du peuple gaulois des Suessiones ou suessions qui était présent dans la région dans l'Antiquité gauloise.
Bien qu'il releva sous l'Ancien régime du Gouvernement de l'Île-de-France, le pays du Soissonnais fut toujours considéré comme picard,,,.
Au-delà de ses caractéristiques géographiques et géologiques, le Soissonnais est marqué par une architecture typique forte et riche, celle de la pierre de taille et des pignons à redents dits aussi pignons à gradins ou pas de moineaux, liée tant à son histoire qu'à la présence d'une pierre de qualité : le calcaire du Lutétien.

## Héraldique
| blason du Soissonnais | Les armoiries du Soissonnais se blasonnent ainsi : « d'or au lion de gueules, à la bordure du même. » |

## Géographie

### Situation
Le Soissonnais est situé sur la région naturelle française du même nom, située dans la région administrative des Hauts-de-France, sur les départements de l'Oise et de l'Aisne et comprenant trois sous-entités paysagères : la Vallée de l'Oise, la Vallée de l'Aisne et les Plateaux du Soissonnais.
Le tableau suivant renseigne sur les autres régions naturelles entourant la région du Soissonnais.
|       | Régions naturelles                                | Petites régions naturelles                             |
| ----- | ------------------------------------------------- | ------------------------------------------------------ |
| Nord  | Laonnois                                          | Chaunois, Massif de Saint-Gobain, Collines du Laonnois |
| Est   | Champagne                                         | Pays rémois                                            |
| Sud   | Tardenois, Orxois, Valois                         |                                                        |
| Ouest | Noyonnais (Nord-Ouest) Plateau Picard (Sud-Ouest) | Plaine d'Estrées-Saint-Denis                           |

### Les frontières naturelles

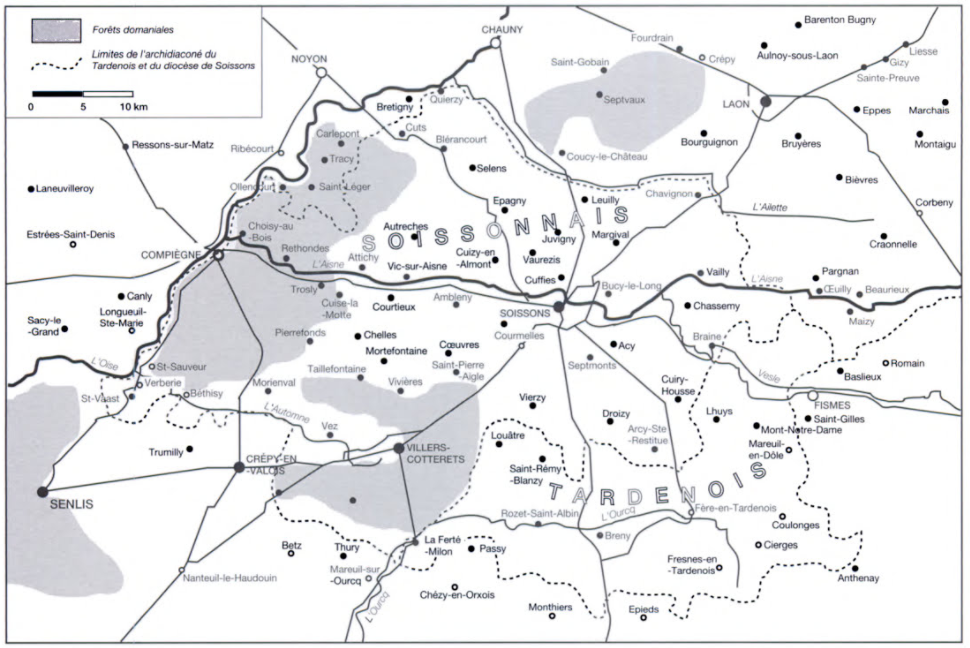
Les frontières du diocèse de Soissons.

La région naturelle du Soissonnais est délimitée par des frontières géographiques naturelles très nettes que forment notamment 4 rivières :
- L'Oise à l'ouest,
- L'Ailette au nord
- L'Ourcq au sud-est
- L'Automne au sud-ouest

Au sud et à l’est, le Soissonnais est limité par la cuesta de l’Île-de-France.
Plus précisément, ces frontières géographiques sont :
- A l'ouest :
  - Au sud de Compiègne, l'Oise marque la limite entre le plateau du Soissonnais Occidental s'étendant sur la forêt de Compiègne et la plaine d'Estrées du plateau Picard, entre son point de confluence avec l'Aisne, et son point de confluence avec l'Automne, situé au nord de la commune de Verberie.
  - Au nord de Compiègne, à la lisière occidentale des forêts de Laigue et d'Ourscamp-Carlepont, l'Oise marque la frontière entre le Soissonnais et le Noyonnais entre son point de confluence avec l'Aisne et son point de confluence avec l'Ailette[11].
- Au nord :
  - Depuis son point de confluence avec l'Oise, l'Ailette entaille le plateau du Soissonnais et marque la frontière du Soissonnais avec le versant Sud des collines du Laonnois. Elle poursuit son rôle de frontière dans la forêt domaniale de Vauclair qu'elle traverse jusqu'au lieu-dit du « Pont des Couleuvres » qui marque son arrivée dans le bois de Corbeny dont elle suit la lisière Ouest jusqu'à l'extrémité septentrionale du bois. À noter que l'Ailette constitue également la bordure septentrionale du Lutétien du Bassin parisien.
- A l'est :
  - Depuis la pointe septentrionale du bois de Corbeny, la délimitation entre le Soissonnais et le Laonnois se poursuit vers le Sud, le long des côtes orientales du Soissonnais sur les lisières Est des bois de Corbeny, de Beau Marais et des Couleuvres[12], puis passe en marge méridionale de la commune de Beaurieux pour rejoindre l'Aisne, en suivant la fin du ru du Tordoir, sur le lieu-dit du Pré Vervin.
  - Au sud et en remontant le cours de l'Aisne vers l'est, démarre la frontière du Soissonnais avec le pays Rémois qui se poursuit le long du ru de l'Écrevissière puis s'étend le long de la lisière Est du massif forestier de Cormicy[13] jusqu'en limite de la Montagne de Guyencourt, située au sud du village éponyme.
  - C'est en ce lieu que commence la frontière entre le Soissonnais méridional et le Tardenois septentrional où les versants Nord du ruisseau de Bouvancourt, puis de la Vesle délimitent cette frontière entre les deux régions naturelles jusqu'au niveau du village de Bazoches-sur-Vesles situé à l'ouest de Fismes. De l'autre côté de la Vesle, cette frontière se poursuit au sud de Bazoches-sur-Vesle, le long du ru du Beau, jusqu'en limite Nord-Ouest de la forêt du Mont Bany puis la Muze[14] qui avec le ruisseau de Chouy prolonge cette délimitation entre les deux régions naturelles jusqu'au niveau de la commune d'Arcy-Sainte-Restitute. Cette frontière est marquée ensuite par les coteaux calcicoles du Soissonnais méridional, beaucoup moins abrupts et ses landes sèches dont la côte de Cramoiselle à Cramaille, qui font face aux buttes du Tardenois qui se déploient d’est en ouest jusqu’à la vallée de l’Ourcq au sud d’Oulchy-le-Château.
- Au Sud :
  - D'Oulchy-le-Château à La Ferté-Milon, l'Ourcq joue un rôle de frontière naturelle du Soissonnais avec l'Orxois. Un peu plus au sud de La Ferté-Milon, dont le cœur historique se situe en Orxois, se situe à l'extrémité sud de la forêt de Retz un éperon boisé situé entre deux plateaux cultivés, appelé « la Queue d'Ham ». À la pointe de cette langue de forêt se situe le carrefour entre trois régions : l'Orxois au sud-est, le Valois au sud-ouest et le Soissonnais au nord.
  - La frontière entre le Valois et le Soissonnais démarre au point de confluence entre le ru d'Autheuil et l'Ourcq et remonte le long de la lisière Ouest du bois de la Queue d'Ham jusqu'au « Carrefour du Ru des Landes », lieu-dit situé en marge de Billemont, hameau rattaché à la commune d'Autheuil-en-Valois. Depuis ce lieu-dit, le « ru des Landes » qui suit la route de la Queue d'Ham, s'enfonce dans la forêt de Retz poursuivant cette frontière entre les deux régions naturelles, passant à l'ouest de la chartreuse de Bourgfontaine pour se terminer au lieu-dit du « carrefour de Virlet ». La frontière entre les deux régions se poursuit le long de la route de la Queue d'Ham qui suit la topologie du terrain pendant huit cents mètres jusqu'au « carrefour de Solférino », où la route de la Queue d'Ham croise la route de Boursonne (départementale 81) qui prolonge cette délimitation topologique le long de lisière de la forêt de Retz, entre le Soissonnais et le Valois pendant trois kilomètres, jusqu'à l'ancien village de Pisseleux, aujourd'hui rattaché à Villers-Cotterêts. Depuis Pisseleux, jusqu'à l'écluse de Verberie, le cours de l'Automne délimite la frontière entre les deux régions naturelles du Soissonnais et du Valois.

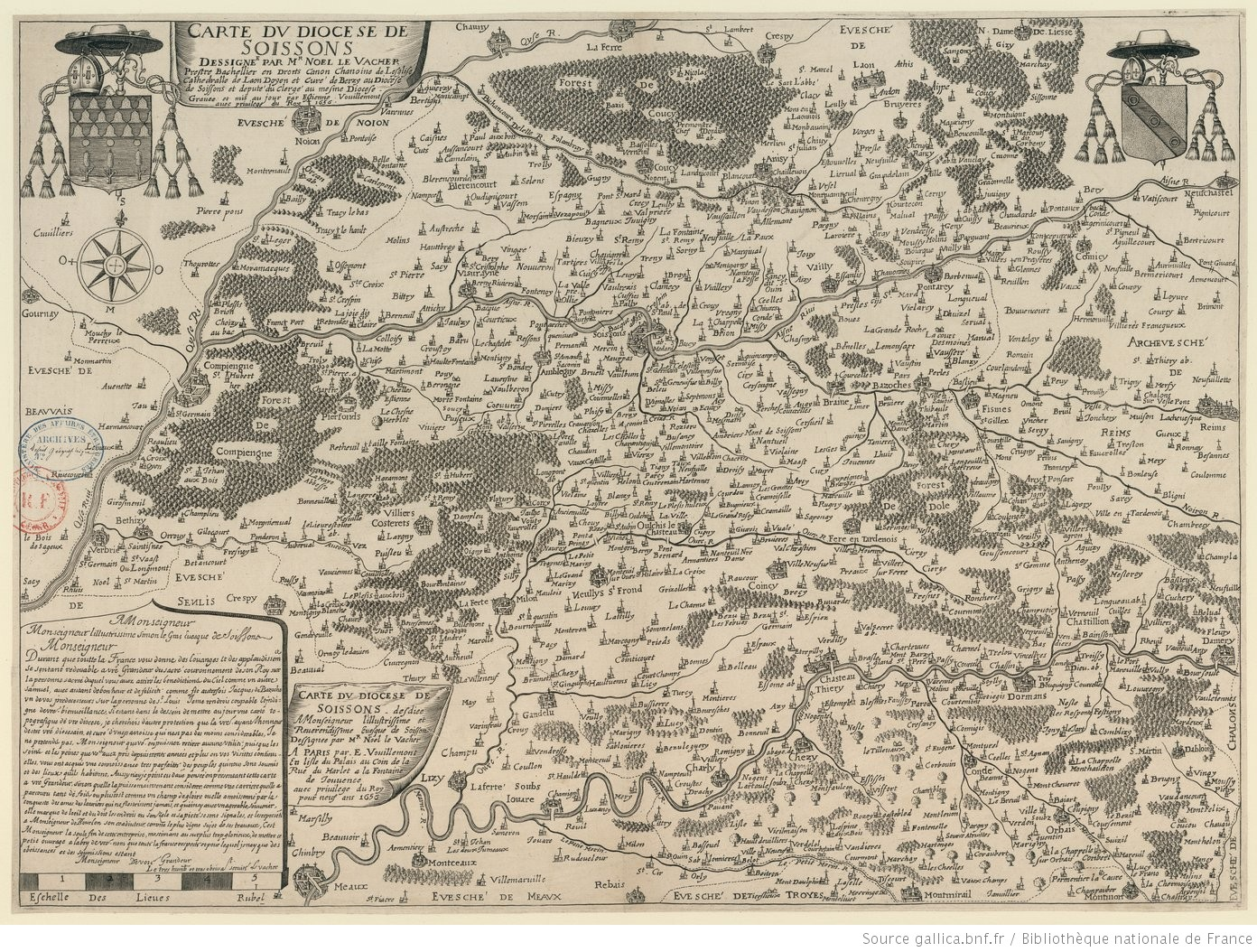
Carte du diocèse de Soissons - 1656.

Il est intéressant de constater que les frontières de la région naturelle du Soissonnais s'accordent assez bien avec les limites de l'ancien diocèse de Soissons. Et pour cause, l'Église avait pour habitude de définir les limites de ses circonscriptions en respectant les limites naturelles des territoires où elle s'établissait, bien souvent les mêmes limites qui formaient les différents territoires des peuples de la Gaule. Ainsi, le diocèse de Soissons avait également pour limites, au nord l'Ailette (Laeta, Delleta), à l'Ouest l'Oise (Isara), jusqu'à Rhuis (au-dessous de Verberie), de Rhuis, au sud, la limite suivait la vallée de l'Automne (Altomna, Automna) et descendait plus au sud vers Ormoy-le-Davien pour gagner l'Ourcq (Urc, Urcum) au ru d'Alland, qu'elle traversait à l'est sous la Ferté-Milon.
Le Soissonnais fut connu pendant plusieurs siècles comme étant le « Grenier de Paris » ; aussi est-il intéressant d'étudier les limites de la région agricole du Soissonnais définies par l'INSEE en 1946, qui s'inspirent largement de celles de la région naturelle. Cette région administrative comporte 278 communes dont 27 se situent dans le département de l'Oise, : Attichy, Autrêches, Berneuil-sur-Aisne, Bitry, Chelles, Choisy-au-bac, Compiègne, Couloisy, Courtieux, Croutoy, Cuise-la-Motte, Hautefontaine, Jaulzy, Lacroix-Saint-Ouen, Moulin-sous-Touvent, Nampcel, Pierrefonds, Rethondes, Saint-Crépin-aux-Bois, Saint-Étienne-Roilaye, Saint-Jean-aux-Bois, Saint-Pierre-les-Bitry, Saint-Sauveur, Tracy-le-Mont, Tracy-le-Val, Trosly-Breuil, Vieux-Moulin. Dans ce découpage administratif agricole de 1946, les communes du versant Nord de la vallée de l'Automne du Soissonnais étaient détachées du Soissonnais pour être rattachées au Valois.

### Relief et hydrographie

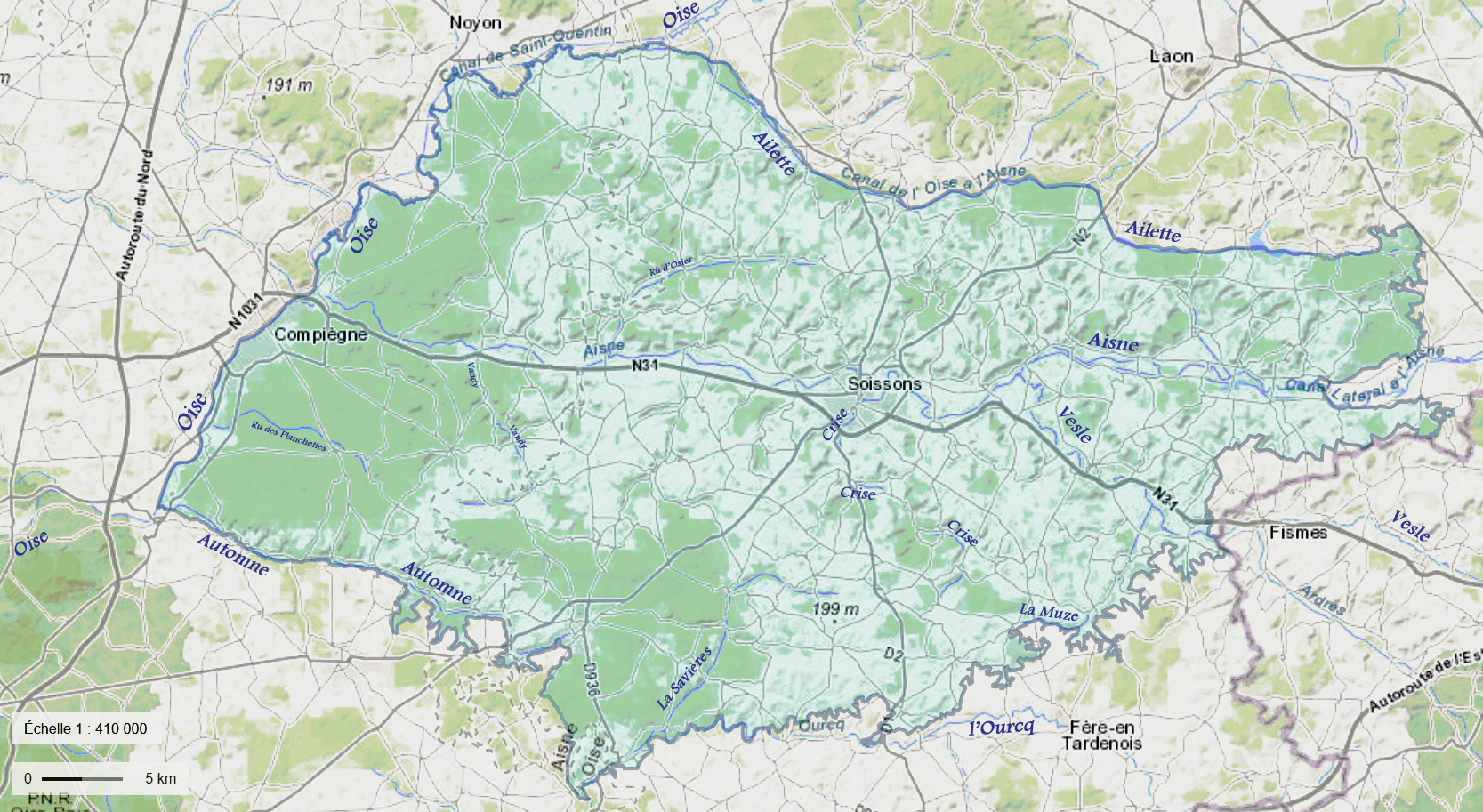
Principaux cours d'eau du Soissonnais.

La région naturelle du Soissonnais est constituée de plateaux entaillés de vallées encaissées d’altitude variant de cent à trois cents mètres inclinés vers l’ouest. Les vallées du Soissonnais composent son réseau hydrographique qui appartient au réseau hydrographique du bassin Seine-Normandie.

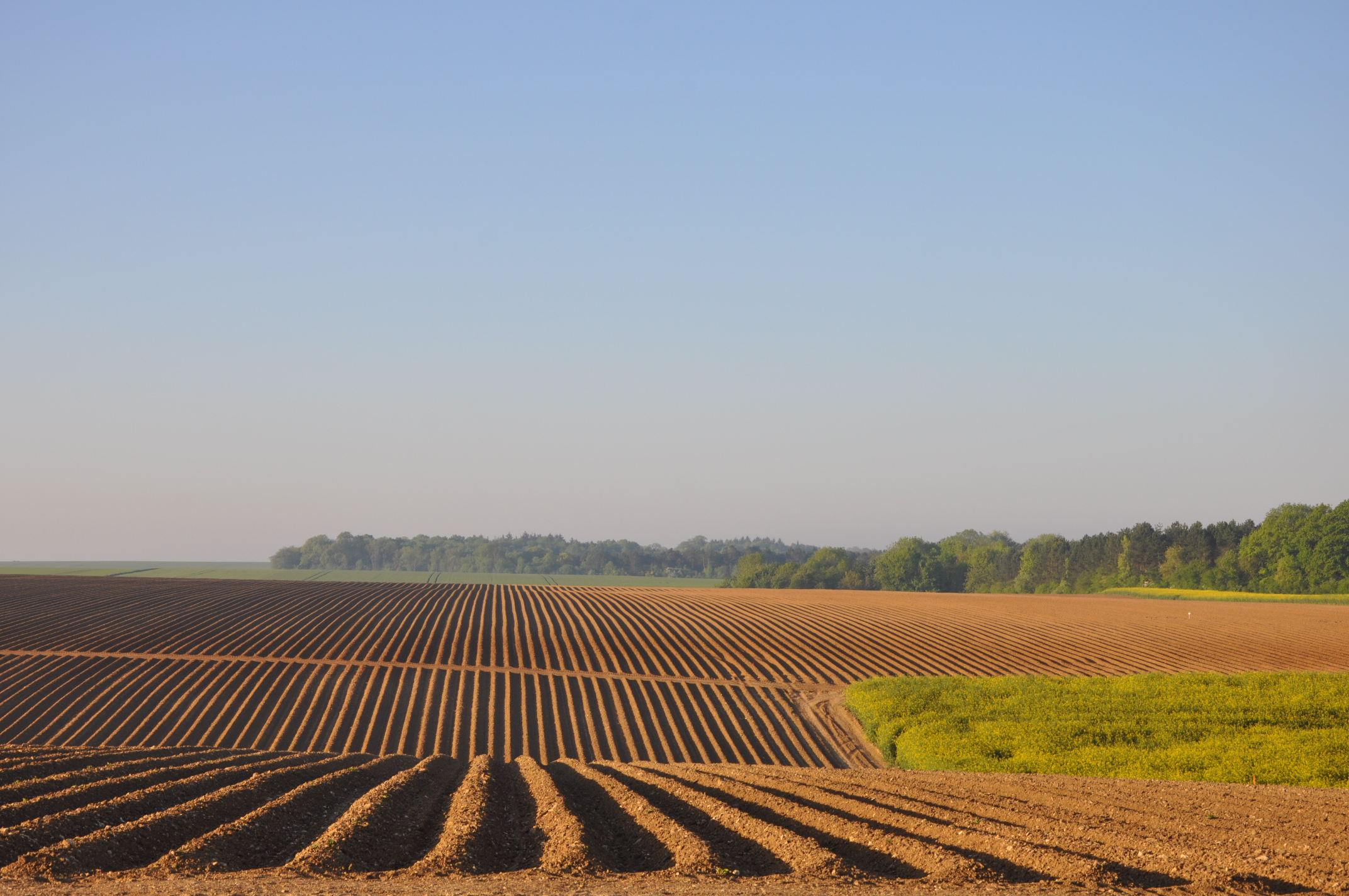
Plateau du Soissonnais.

#### Réseau hydrographique principal
Quatorze vallées constituent le réseau hydrographique principal du Soissonnais. Elles sont organisées autour de l'Aisne, son artère principal et les rivières qui constituent les limites de la région naturelle avec ses voisines.
1. La vallée de l'Oise, définit à l'ouest, les limites du Soissonnais avec la petite région naturelle de la plaine d'Estrées au sein du plateau Picard.
2. La vallée de l'Ailette, très encaissée, sépare au nord, la région naturelle du Soissonnais des collines du Laonnois.
3. La vallée de l'Aisne, affluent constituant la colonne vertébrale du réseau hydrographique principal du Soissonnais; Orientée est-ouest, sa forme d'arête de poisson, est donnée par ses affluents eux-mêmes encaissés dans des vallées bordées par de nombreux étangs et plans d’eau ; à l'est de Soissons, la vallée de l'Aisne est marquée un dénivelé très doux, facilitant l’urbanisation et implantation d’activités sur les abords immédiats du cours d’eau. À l'ouest, le relief est davantage accentué et s’intègre dans un milieu plus boisé et bordé de nombreux étangs. Les principales vallées de ses affluents sont :
  - La vallée du ru d'Hozier ; l'Hozier est l'un des principaux affluents de l'Aisne, situé sur son versant nord.
  - La vallée de la Vesle ; Avec ses 139 kilomètres, la Vesle constitue de loin le principal affluent principal de l'Aisne; sa rencontre avec l'Aisne forme une queue de poisson occupée par le plateau de Brenelle. La Vesle sépare le Soissonnais du Tardenois. Le lit creusé par deux de ses principaux affluents ont constitué les vallées suivantes :
    - La vallée de la Muze ; la Muze est elle-même un affluent de la Vesle s'étendant sur 17 kilomètres et séparant le Soissonnais du Tardenois.
    - La vallée du Murton

  - La vallée de la Crise ; la Crise est l'un des affluents principaux de l'Aisne, situé sur son versant sud.
  - La vallée de Retz[19]. Le ru de Retz qui prend sa source sa source au nord de la forêt de Retz, dans la commune de Puiseux-en-Retz, est l'un des principaux affluent de l'Aisne, localisé sur son versant sud ; il traverse les villages de Montgobert, de Cœuvres-et-Valsery, de Laversine, d'Ambleny et de Ressons-le-Long.
  - La vallée du Vandy ; le Vandy est l'un des principaux affluents de l'Aisne, situé sur son versant sud.
  - Le vallon de Berne, ru qui traverse le célèbre village de Pierrefonds et son château, sis en creux de vallée ainsi que la commune de Vieux-Moulin.
4. La vallée de l'Automne ; affluent de la l'Oise, constituant la frontière naturelle entre les régions du Valois et du Soissonnais, la vallée de l'Automne s’étend sur 35 km au sud de la région, entre Villers-Cotterêts et son point de confluence avec l’Oise. La rivière fut canalisée au XIXe siècle par les moines, pour alimenter une cinquantaine de moulins et plusieurs étangs aménagés dont deux subsistent encore aujourd'hui. La vallée de l'Automne et ses coteaux boisés sont classés Natura 2000.
5. La vallée de l'Ourcq, sépare le Soissonnais de l'Orxois. Les affluents de la rive droite de l'Ourcq sont fortement boisés et alimentés également par d'abondants ruisseaux dont la Savières constitue l'un des principaux affluent. En dehors de la commune de la Ferté-Milon qu'elle traverse, la vallée reste très peu urbanisée.
  - La vallée de la Savières traverse les communes d'Ancienville, de Chouy, Corcy, Faverolles, Longpont, Louâtre, Montgobert, Parcy-et-Tigny, Saint-Rémy-Blanzy, Silly-la-Poterie, Troësnes, Vierzy, Villers-Hélon.

#### Réseau hydrographique secondaire
Un réseau hydrographique secondaire très important et constitué de dizaines de petites rivières, ruisseaux et rus composent de plus petites vallées fluviales et vallons dont les plus remarquables sont la vallée de la Jocienne, la vallée de Vaux, la vallée de l'Argentel, la vallée du ru de Bonneuil, la vallée du ru de Longpré, le ru de Longavesne, le ru de Sainte-Clotilde.

### Géologie

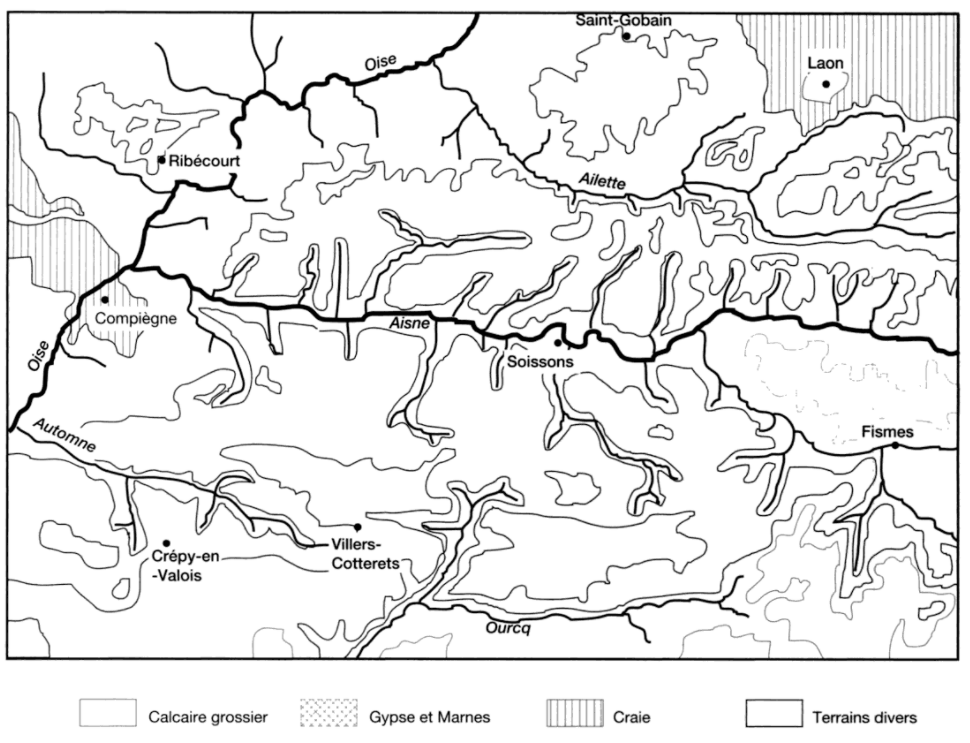
Carte géologique du Soissonnais.

Situé en marge des pays de la craie (Picardie et Champagne), le Soissonnais appartient plus largement au Bassin parisien et correspond au domaine des formations d’âge Cénozoïque. Plus précisément, les formations tertiaires datent principalement de l’Éocène et sont constituées de calcaire coquillier grossier du Lutétien reposant sur les sables de Cuise et des argiles de l’Yprésien.
Au sud, le territoire est limité par une série de petites buttes couronnées de terrains du Miocène plus récents disposés sur une ligne ouest-est, passant au nord de Villers-Cotterêts et de Fère-en-Tardenois.

## Patrimoine

### Patrimoine naturel

#### Bois et Forêts

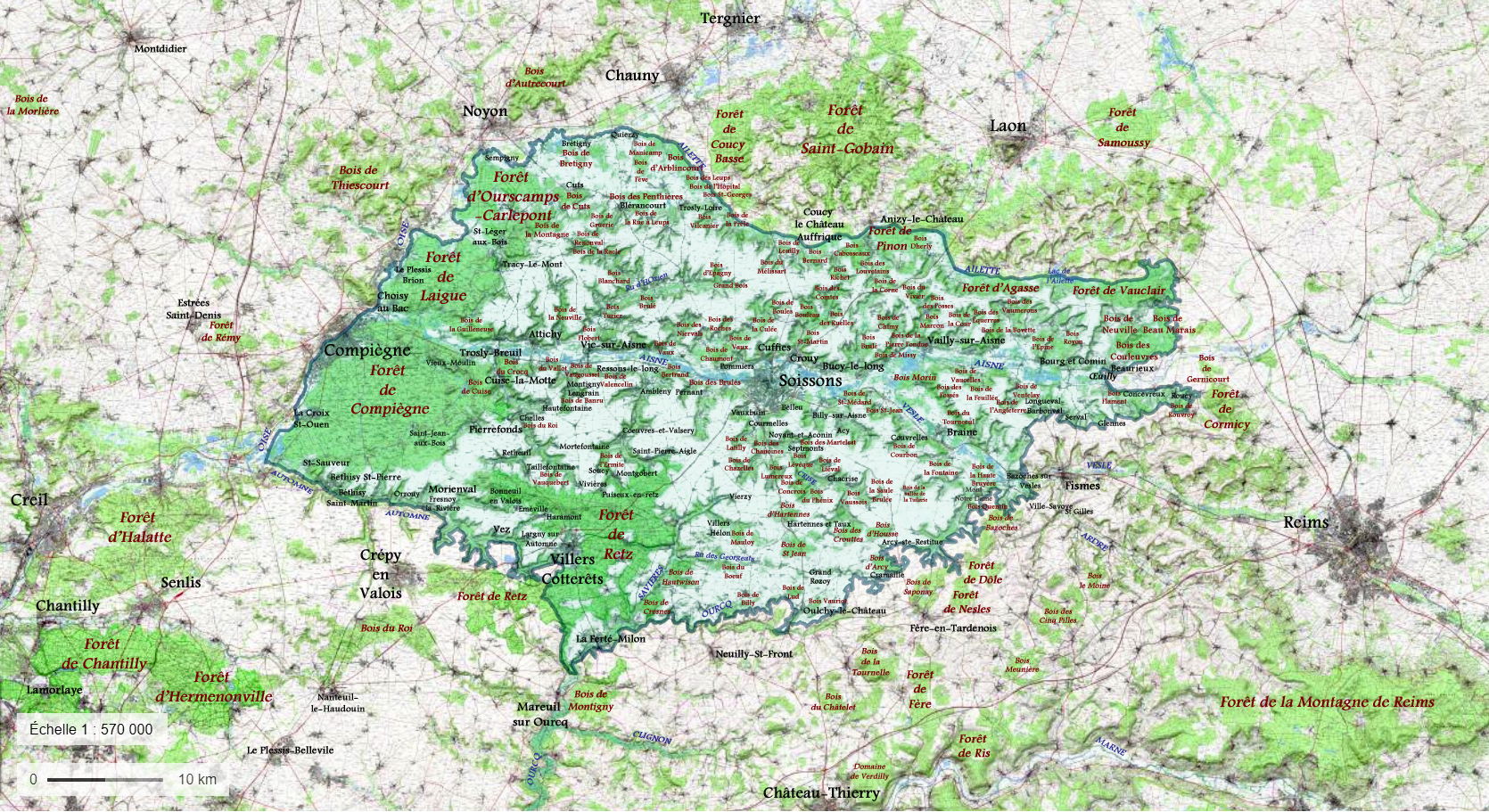
Carte des bois et forêts du Soissonnais.

Le Soissonnais est l'une des régions forestières les plus étendues de France et comprend plus d'une centaine de Bois et plusieurs grands massifs forestiers. Ses forêts les plus significatives sont :
- La forêt domaniale de Compiègne, jadis la forêt de Cuise. D'une superficie de 14 357 hectares, elle est la troisième forêt domaniale de France par sa taille après la forêt d'Orléans et celle de Fontainebleau. Elle est classée ZNIEFF et site Natura 2000[21]
- La forêt domaniale de Retz. D'une superficie de 13 339 hectares, dont un peu moins de 10 000 hectares s'étendent sur le Soissonnais et le reste sur la région naturelle du Valois, la forêt est inventoriée comme espace naturel remarquable[22] et Site Natura 2000[23]
- La forêt domaniale de Laigue. D'une superficie de 3 827 hectares, elle forme avec les forêts de Compiègne et d'Ourscamp-Carlepont un vaste massif forestier considéré comme espace naturel remarquable ZNIEFF[24]
- La forêt domaniale d'Ourscamp-Carlepont. D'une superficie de 1 574 hectares, elle forme avec les forêts de Compiègne et de Laigue un vaste Massif Forestier considéré comme espace naturel remarquable ZNIEFF
- La forêt domaniale de Vauclair. D'une superficie de 1 064 hectares, elle forme avec les bois de Corbeny et de Bouconville, un vaste massif forestier classé comme espace naturel remarquable ZNIEFF[25] dont la majeure partie se situe dans le Soissonnais et l'autre au Nord de l'Ailette dans le Laonnois.
- La forêt d'Agasse. Également classé comme espace naturel remarquable ZNIEFF[26], elle formait jadis avec les forêts de Saint-Gobain, de Coucy et de Pinon un vaste domaine forestier appelé la forêt de Voas.
- La forêt de Pinon. Cette forêt du Soissonnais septentrional située entre les forêts de Saint-Gobain et d'Agasse formait autre fois un massif forestier plus vaste appelé la forêt de Voas.
- Le massif forestier remarquable comprenant le bois des Couleuvres, le bois de Neuville et le bois de Beau marais[27], se situe au sud de la forêt de Vauclair.
- Le massif du bois de Cuts et du bois de Saint-Barthélémy, également classé espaces naturels remarquables ZNIEFF[28]

Bien que d'une superficie moins importante, de nombreux autres bois privés ou publics couvrent la région du Soissonnais. On notera notamment :
- Les bois du Soissonnais méridional : le bois d'Arcy, le bois d'Housse, le bois des Crouttes, le bois d'Hartennes, le bois Lévêque, le bois de Saint-Jean, le bois de Lud, le bois de Billy, le bois de la Baillette, le bois de Blanzy, le bois du Bœuf
- Les bois du Soissonnais septentrional : le bois de Brétigny, le bois de Fève, le bois de Manicamp, le bois de d'Arblincourt, le bois des Penthières, le bois Dherly, le bois de Vaugousset, le bois de Valencelin, le bois de Chuette

### Patrimoine architectural

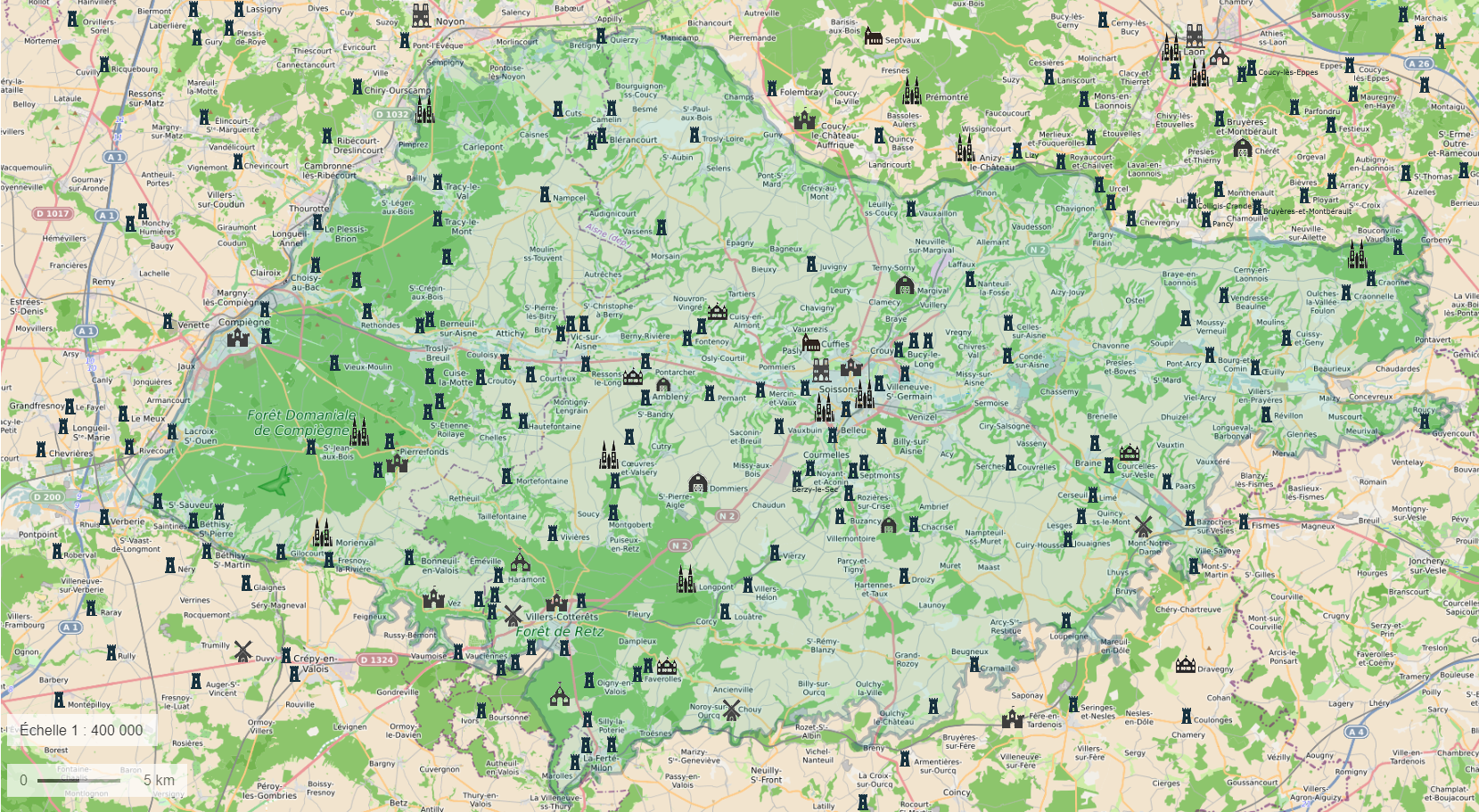
Carte des Châteaux et Manoirs du Soissonnais.

Dotée d'une riche histoire, la région naturelle du Soissonnais dispose d'un patrimoine architectural à la hauteur de son passé. La plus grande partie de ce patrimoine est issue de la période où sa partie méridionale localisée au sud du cours de l'Aisne appartenait au duché de Valois.
On y rencontre les principales catégories d'ouvrages suivants :
- Les constructions militaires : Ce sont de véritables forteresses construites principalement sous Louis Ier d'Orléans, premier duc du Valois, qui a mené une politique de fortification dans le duché de Valois, alors région militaire autonome. Parmi ces ouvrages, deux constructions neuves sont lancées en 1392 : le château de Pierrefonds et le château de la Ferté-Milon (situé à la frontière du Soissonnais, en Orxois). Louis Ier d'Orléans alloue également un budget important pour restaurer de nombreuses fortifications existantes, ou adjoindre des tours, donjons et enceintes fortifiées sur certains lieux stratégiques, parmi lesquelles : le château de Pernant, le château d'Ambleny, le château de Septmonts, le château de Berzy, le château de Vez, le château de Cramaille, le château de Droizy, le château de Bazoches, le donjon du château de Vic-sur-Aisne.
- Les résidences de villégiature et de chasse : Du XVIe à la fin du  XVIIIe siècle, les personnalités les plus hautes du Royaume ainsi que la petite noblesse parisienne font construire dans la région de nombreux châteaux, manoirs et pavillons de chasse en pierre de taille, qui leur servent de résidence d'été. Dans presque chaque village ou hameau du Soissonnais se trouve un château et ses dépendances sis sur plusieurs hectares de terres.. Les notables et la petite bourgeoise des villes plus importantes comme Compiègne, Soissons, Villers-Cotterêts, Vic-sur-Aisne ou Pierrefonds, érigent quant à eux de nombreux hôtels particuliers, manoirs, folies et maisons de maître qui rivalisent souvent avec les plus beaux châteaux de la région. On trouve ainsi dans la seule région du Soissonnais une centaine de châteaux et tout autant de manoirs et hôtels particuliers. Parmi les constructions les plus intéressantes de la région, on note le château de Blérancourt, le château des Bonshommes à Francport, le château de Cœuvres, le château de Compiègne, ancienne résidence royale et impériale, le château de Courcelles, le château de Cuts, le château de François Ier à Villers-Cotterêts, le château des Fossés, maison d'enfance d'Alexandre Dumas, le château de Jonval à Pierrefonds, le château de Mazancourt, à Vivières, le château de Maucreux à Faverolles, le château de Montois, à Ressons-le-long, l'un des seuls châteaux de la région aux pignons à redents, typiques du Soissonnais, lui donnant un style flamand ou seigneurial écossais, le château de Montgobert, le château du Plessis-Brion, le château d'Offémont (difficilement accessible), le château de Villeneuve-Saint-Germain, le château de Villers-Hélon, le château de Vic-sur-Aisne.
- Les édifices religieux : Parmi le nombre considérable d'édifices religieux présents dans le Soissonnais, on compte l'un des plus grands nombres d'abbayes de France ainsi qu'une quantité impressionnante de chartreuses, couvents, monastères et prieurés.
- Le patrimoine agricole : Région agricole, ancien grenier de Paris, la région naturelle du Soissonnais compte également un nombre important de fermes, moulins, vendangeoirs et autres domaines agricoles dont l'architecture rivalisent avec certains grands châteaux de la région.

#### Manoirs et châteaux du Soissonnais
| Château / Manoir                                             | Commune                            | Petite région naturelle                  | Illustration |
| ------------------------------------------------------------ | ---------------------------------- | ---------------------------------------- | ------------ |
| Château de Royaumont                                         | Choisy-au-Bac                      | Vallée de l'Oise                         |              |
| Château des Sablons                                          | Compiègne                          | Vallée de l'Oise                         |              |
| Palais Impérial de Compiègne                                 | Compiègne                          | Vallée de l'Oise                         |              |
| Château de Cuts                                              | Cuts                               | Vallée de l'Oise                         |              |
| Château du Bac, dit aussi château Prat                       | Lacroix Saint-Ouen                 | Vallée de l'Oise                         |              |
| Château du Plessis-Brion                                     | Le Plessis-Brion                   | Vallée de l'Oise                         |              |
| Château de Nampcel                                           | Nampcel                            | Vallée de l'Oise                         |              |
| Château de Quierzy                                           | Quierzy                            | Vallée de l'Oise                         |              |
| Château de la Brevière                                       | Saint-Jean-aux-Bois                | Vallée de l'Oise                         |              |
| Château du Soupiseau                                         | Saint-Sauveur                      | Vallée de l'Oise                         |              |
| Château d'Ollencourt                                         | Tracy-le-Mont                      | Vallée de l'Oise                         |              |
| Château de Tracy-le-Val                                      | Tracy-le-Val                       | Vallée de l'Oise                         |              |
| Ancien château de Blérancourt ou Hôtel de Fourcroy           | Blérancourt                        | Vallée de l'Ailette                      |              |
| Château de Blérancourt ou ancien château des Ducs de Gesvres | Blérancourt                        | Vallée de l'Ailette                      |              |
| Château de La Bove                                           | Bouconville-Vauclair               | Vallée de l'Ailette                      |              |
| Château de Craonne                                           | Craonne                            | Vallée de l'Ailette                      |              |
| Château de Craonnelle                                        | Craonnelle                         | Vallée de l'Ailette                      |              |
| Château du Blanc-sablon                                      | Craonnelle                         | Vallée de l'Ailette                      |              |
| Château d'Orgival                                            | Trosly-Loire                       | Vallée de l'Ailette                      |              |
| Château de Vendresse-Beaulne                                 | Vendresse-Beaulne                  | Vallée de l'Ailette                      |              |
| Château de Berneuil-sur-Aisne                                | Berneuil-sur-Aisne                 | Vallée de l'Aisne                        |              |
| Château Sainte-Claire                                        | Berneuil-sur-Aisne                 | Vallée de l'Aisne                        |              |
| Château de Bellevue                                          | Billy-sur-Aisne                    | Vallée de l'Aisne                        |              |
| Manoir de Lombardy                                           | Bitry                              | Vallée de l'Aisne                        |              |
| Château des Ruisseaux                                        | Bucy-le-long                       | Vallée de l'Aisne                        |              |
| Château le Vaux Fourché                                      | Bucy-le-long                       | Vallée de l'Aisne                        |              |
| Château Les Egrets                                           | Bucy-le-long                       | Vallée de l'Aisne                        |              |
| Tour de l'ancien château de Bucy                             | Bucy-le-Longng                     | Vallée de l'Aisne                        |              |
| Château de Celles-sur-Aisne                                  | Celles-sur-Aisne                   | Vallée de l'Aisne                        |              |
| Fort de Condé                                                | Condé-sur-Aisne                    | Vallée de l'Aisne                        |              |
| Manoir de Courtieux                                          | Courtieux                          | Vallée de l'Aisne                        |              |
| Château de Croutoy                                           | Croutoy                            | Vallée de l'Aisne                        |              |
| Château de Bellevue                                          | Cuissy-et-Geny                     | Vallée de l'Aisne                        |              |
| Château de Bellevue                                          | Fontenoy                           | Vallée de l'Aisne                        |              |
| Château du Fief Champêtre                                    | Fontenoy                           | Vallée de l'Aisne                        |              |
| Château des Bonshommes                                       | Francport, hameau de Choisy-au-Bac | Vallée de l'Aisne Vallée de l'Oise       |              |
| Château de l'Ortois                                          | Jaulzy                             | Vallée de l'Aisne                        |              |
| Château de la Chataigneraie                                  | Jaulzy                             | Vallée de l'Aisne                        |              |
| Château de Juvigny                                           | Juvigny                            | Vallée de l'Aisne                        |              |
| Château de Mercin                                            | Mercin-et-Vaux                     | Vallée de l'Aisne                        |              |
| Château de Verneuil                                          | Moussy-Verneuil                    | Vallée de l'Aisne                        |              |
| Château de La Quincy                                         | Nanteuil-la-Fosse                  | Vallée de l'Aisne                        |              |
| Château d'Œuilly                                             | Œuilly                             | Vallée de l'Aisne                        |              |
| Château de Pernant                                           | Pernant                            | Vallée de l'Aisne                        |              |
| Château de Mainville                                         | Ressons-le-Long                    | Vallée de l'Aisne, Vallée de Retz        |              |
| Château de Montois                                           | Ressons-le-Long                    | Vallée de l'Aisne, Vallée de Retz        |              |
| Manoir de Poulandon                                          | Ressons-le-Long                    | Vallée de l'Aisne, Vallée de Retz        |              |
| Château de Rethondes                                         | Rethondes                          | Vallée de l'Aisne                        |              |
| Manoir de Révillon                                           | Révillon                           | Vallée de l'Aisne                        |              |
| Château d'Offémont                                           | Saint-Crépin-aux-Bois              | Vallée de l'Aisne                        |              |
| Manoir de Saint-Eloi                                         | Saint-Pierre-lès-Bitry             | Vallée de l'Aisne                        |              |
| Hôtel de Barral                                              | Soissons                           | Vallée de l'Aisne                        |              |
| Hôtel de la Paix                                             | Soissons                           | Vallée de l'Aisne                        |              |
| Hôtel de Roye                                                | Soissons                           | Vallée de l'Aisne                        |              |
| Maison Henry                                                 | Soissons                           | Vallée de l'Aisne                        |              |
| Domaine de Ste Geneviève                                     | Soissons                           | Vallée de l'Aisne                        |              |
| Palais de l'Intendance ou château de Soissons                | Soissons                           | Vallée de l'Aisne                        |              |
| Pavillon de l'Arquebuse                                      | Soissons                           | Vallée de l'Aisne                        |              |
| Château de Gaëte ou Domaine du duc de Gaëte et de l'Empire.  | Vic-Sur Aisne                      | Vallée de l'Aisne, Vallée du ru d'Hozier |              |
| Château de M. Farroux                                        | Vic-Sur Aisne                      | Vallée de l'Aisne, Vallée du ru d'Hozier |              |
| Château de Thurier                                           | Vic-Sur Aisne                      | Vallée de l'Aisne, Vallée du ru d'Hozier |              |
| Château de Vic-Sur-Aisne                                     | Vic-Sur Aisne                      | Vallée de l'Aisne, Vallée du ru d'Hozier |              |
| Château de Villeneuve-Saint-Germain                          | Villeneuve-Saint-Germain           | Vallée de l'Aisne                        |              |
| Château de la Roche                                          | Vassens                            | Vallée du ru d'Hozier, Vallée de l'Aisne |              |
| Château de Jonval                                            | Pierrefonds                        | Vallon de Berne                          |              |
| Château de la Folie                                          | Pierrefonds                        | Vallon de Berne                          |              |
| Château de Pierrefonds                                       | Pierrefonds                        | Vallon de Berne                          |              |
| Château du Prieuré                                           | Pierrefonds                        | Vallon de Berne                          |              |
| Domaine des Thermes                                          | Pierrefonds                        | Vallon de Berne                          |              |
| Château de Vertefeuille                                      | Pierrefonds                        | Vallon de Berne                          |              |
| Manoir l'Ermitage de la fontaine des roches                  | Pierrefonds                        | Vallon de Berne                          |              |
| Pavillon de l'impératrice Eugénie                            | Vieux-Moulin                       | Vallon de Berne                          |              |
| Château de Cuise                                             | Cuise-la-Motte                     | Vallée du Vandy                          |              |
| Château de la Chesnoye                                       | Cuise-la-Motte                     | Vallée du Vandy                          |              |
| Château Valette                                              | Cuise-la-Motte                     | Vallée du Vandy                          |              |
| Château de Hautefontaine                                     | Hautefontaine                      | Vallée du Vandy                          |              |
| Château du Parc                                              | Hautefontaine                      | Vallée du Vandy                          |              |
| Château de Mazancourt                                        | Vivières                           | Vallée du Vandy                          |              |
| Donjon d'Ambleny                                             | Ambleny                            | Vallée de Retz                           |              |
| Château de Cœuvres ou château de Gabrielle d'Estrées         | Cœuvres-et-Valsery                 | Vallée de Retz                           |              |
| Château de Liverseau                                         | Laversine                          | Vallée de Retz                           |              |
| Château de Montgobert                                        | Montgobert                         | Vallée de Retz                           |              |
| Château de Maucreux                                          | Faverolles                         | Vallée de la Savières                    |              |
| Manoir de Vouty                                              | Faverolles                         | Vallée de la Savières                    |              |
| Château de Louâtre ou manoir d'Estrées                       | Louâtre                            | Vallée de la Savières                    |              |
| Manoir du Fief du Désert                                     | Louâtre                            | Vallée de la Savières                    |              |
| Manoir de Vierzy                                             | Vierzy                             | Vallée de la Savières                    |              |
| Château de Villers-Hélon                                     | Villers-Hélon                      | Vallée de la Savières                    |              |
| Château de Beauregard                                        | Belleu                             | Vallée de la Crise                       |              |
| Château du Val ou Maison Saint-Croix                         | Belleu                             | Vallée de la Crise                       |              |
| Manoir du Fief des Tournelles                                | Belleu                             | Vallée de la Crise                       |              |
| Château fort de Berzy (ruines)                               | Berzy-le-Sec                       | Vallée de la Crise                       |              |
| Château de Villeblain                                        | Chacrise                           | Vallée de la Crise                       |              |
| Château fort de Droizy                                       | Droizy                             | Vallée de la Crise                       |              |
| Château d'Aconin                                             | Noyant-et-Aconin                   | Vallée de la Crise                       |              |
| Château d'Ecuiry                                             | Rozières-sur-Crise                 | Vallée de la Crise                       |              |
| Château de Rozières                                          | Rozières-sur-Crise                 | Vallée de la Crise                       |              |
| Château de la Fresnières                                     | Septmonts                          | Vallée de la Crise                       |              |
| Château de Septmonts                                         | Septmonts                          | Vallée de la Crise                       |              |
| Château de Buzancy                                           | Buzancy                            | Vallée de la Crise                       |              |
| Château de Vauxbuin                                          | Vauxbuin                           | Vallée de la Crise                       |              |
| Château de Bazoches (ruines)                                 | Bazoches-sur-Vesle                 | Vallée de la Vesle                       |              |
| Château de la Roche                                          | Braine                             | Vallée de la Vesle                       |              |
| Château du Bas (ruines)                                      | Braine                             | Vallée de la Vesle                       |              |
| Château de Courcelles                                        | Courcelles-sur-Vesle               | Vallée de la Vesle                       |              |
| Château de Couvrelles                                        | Couvrelles                         | Vallée de la Vesle                       |              |
| Château de Limé                                              | Limé                               | Vallée de la Vesle                       |              |
| Château de Mont Saint-Martin                                 | Mont Saint-Martin                  | Vallée de la Vesle                       |              |
| Château de Paars                                             | Paars                              | Vallée de la Vesle                       |              |
| Commanderie des Templiers du Mont-de-Soissons                | Serches                            | Vallée de la Vesle                       |              |
| Château de Jouaignes                                         | Jouaignes                          | Vallée du Murton                         |              |
| Château de Quincy-sous-le-Mont                               | Quincy-sous-le-Mont                | Vallée du Murton                         |              |
| Château de Loupeigne                                         | Loupeigne                          | Vallée de la Muze                        |              |
| Château de la Douye                                          | Béthisy-Saint-Pierre               | Vallée de l'Automne                      |              |
| Château du Roi Jean le Bon                                   | Béthisy-Saint-Pierre               | Vallée de l'Automne                      |              |
| Château Saint-Mard                                           | Vez                                | Vallée de l'Automne                      |              |
| Château le Cèdre                                             | Coyolles                           | Vallée de l'Automne                      |              |
| Manoir de Coyolles                                           | Coyolles                           | Vallée de l'Automne                      |              |
| Château de Pondron                                           | Fresnoy-la-rivière                 | Vallée de l'Automne                      |              |
| Château de Gilocourt                                         | Gilocourt                          | Vallée de l'Automne                      |              |
| Château des Fossez ou Domaine de Vert-Mont                   | Haramont                           | Vallée de l'Automne                      |              |
| Château de la Muette                                         | Largny-sur-Automne                 | Vallée de l'Automne                      |              |
| Château des Charmettes ou propriété Castellant               | Largny-sur-Automne                 | Vallée de l'Automne                      |              |
| Manoir du Fief de la Cour                                    | Largny-sur-Automne                 | Vallée de l'Automne                      |              |
| Manoir du Fief des Outhieux                                  | Largny-sur-Automne                 | Vallée de l'Automne                      |              |
| Manoir du Fief Goret                                         | Largny-sur-Automne                 | Vallée de l'Automne                      |              |
| Manoir du Plessis-aux-Bois                                   | Vauciennes                         | Vallée de l'Automne                      |              |
| Château de Vez                                               | Vez                                | Vallée de l'Automne                      |              |
| Ancien logis abbatial des Prémontrés                         | Villers-Cotterêts                  | Vallée de l'Automne                      |              |
| Château de Noüe                                              | Villers-Cotterêts                  | Vallée de l'Automne                      |              |
| Château de Villers-Cotterêts dit aussi château François Ier  | Villers-Cotterêts                  | Vallée de l'Automne                      |              |
| Domaine de Saint-Rémy                                        | Villers-Cotterêts                  | Vallée de l'Automne                      |              |
| Hôtellerie du Régent                                         | Villers-Cotterêts                  | Vallée de l'Automne                      |              |
| Pavillon Henri II                                            | Villers-Cotterêts                  | Vallée de l'Automne                      |              |
| Château de Givray                                            | Bruyères-sur-Fère                  | Vallée de l'Ourcq                        |              |
| Château de Cramaille (ruines)                                | Cramaille                          | Vallée de l'Ourcq                        |              |
| Château Louis d'Orléans ou château de La Ferté-Milon         | La Ferté-Milon                     | Vallée de l'Ourcq                        |              |
| Château Potel                                                | La Ferté-Milon                     | Vallée de l'Ourcq                        |              |
| Château d'Oigny                                              | Oigny-en-Valois                    | Vallée de l'Ourcq                        |              |
| Château de Charcy                                            | Silly-la-Poterie                   | Vallée de l'Ourcq                        |              |
| Château de Silly                                             | Silly-la-Poterie                   | Vallée de l'Ourcq                        |              |

## Histoire
Contrairement aux limites naturelles des régions géographiques, les frontières des divisions civiles et militaires de la France furent fréquemment déplacées au cours des siècles; ainsi, le Soissonnais de l'Empire romain d'Occident ne fut ni celui du Ve siècle ni celui du XVIIe siècle et n'en conservera ni l’étendue ni la circonscription d’origine. Il est toutefois utile de tenir compte de cette histoire tant elle laissera d'empreintes au paysage de cette région.

### Le Soissonnais dans l'Antiquité

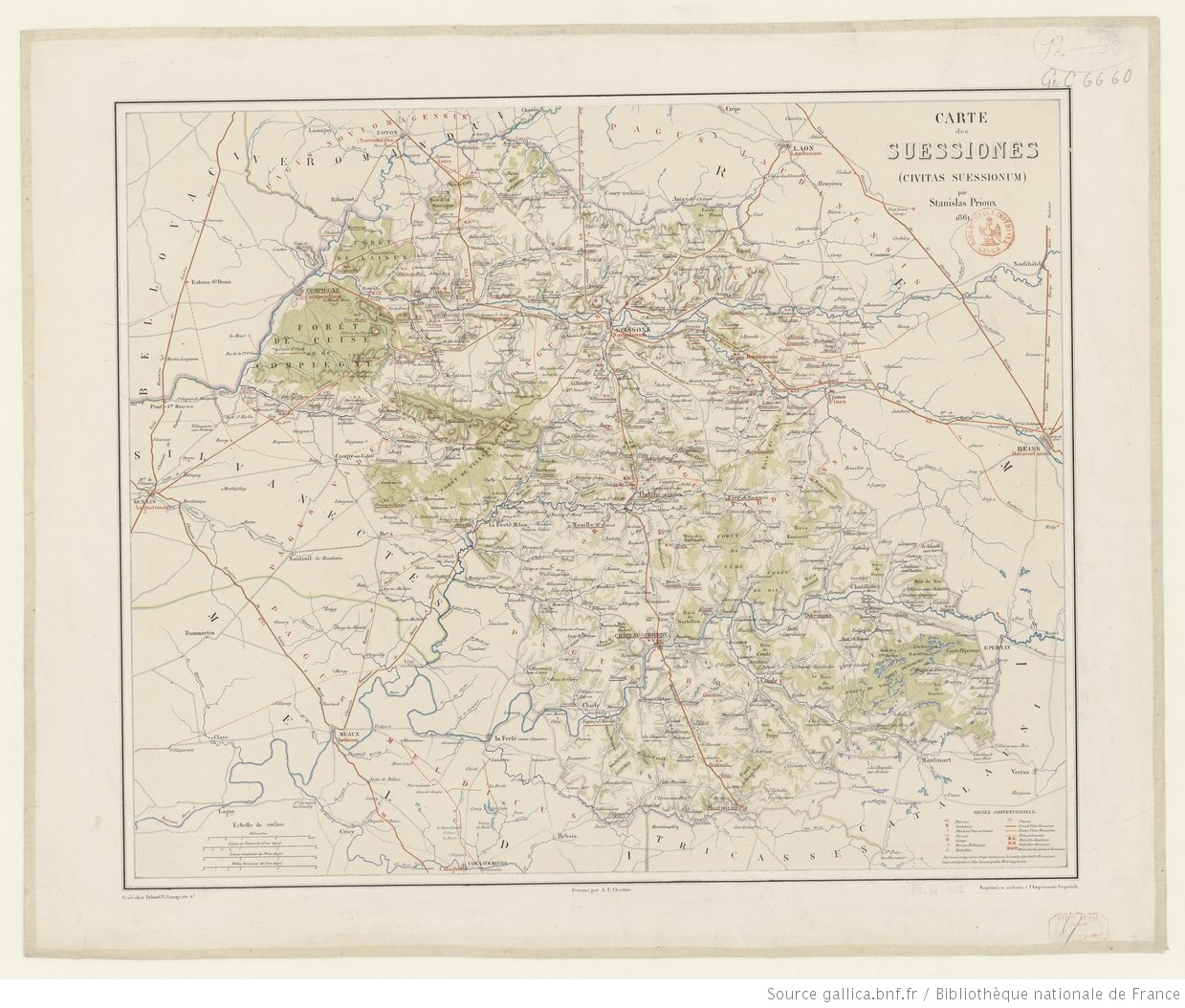
Carte du territoire du peuple gaulois des Suessiones.

Pour comprendre les premières divisions franques, il est utile de comprendre les divisions gallo-romaines dont les Francs adoptèrent par la suite les frontières et son système de découpage.
Dans l'Antiquité gauloise, plusieurs peuples celtes occupent le territoire de la France actuelle et se distinguent chacun par un gouvernement et un territoire particulier. Ces peuples furent regroupés sous Auguste en trois divisions principales : la Gaule belgique au Nord, la Gaule celtique au Centre et la Gaule aquitaine. Parmi les peuples de la Gaule belgique se trouve celui que César nommera les Suessiones ou Suessions.
Comme ce fut le cas pour la plupart des territoires des différents peuples de Gaule, celui des Suessiones était déterminé par des limites naturelles, telles que rivières et vallées, forêts ou montagnes donnant ainsi son nom à la région naturelle du Soissonnais. Centré initialement autour de la ville de Soissons et de la vallée de l'Aisne, le territoire des Suessiones s'étendra de l'Oise à la Marne.

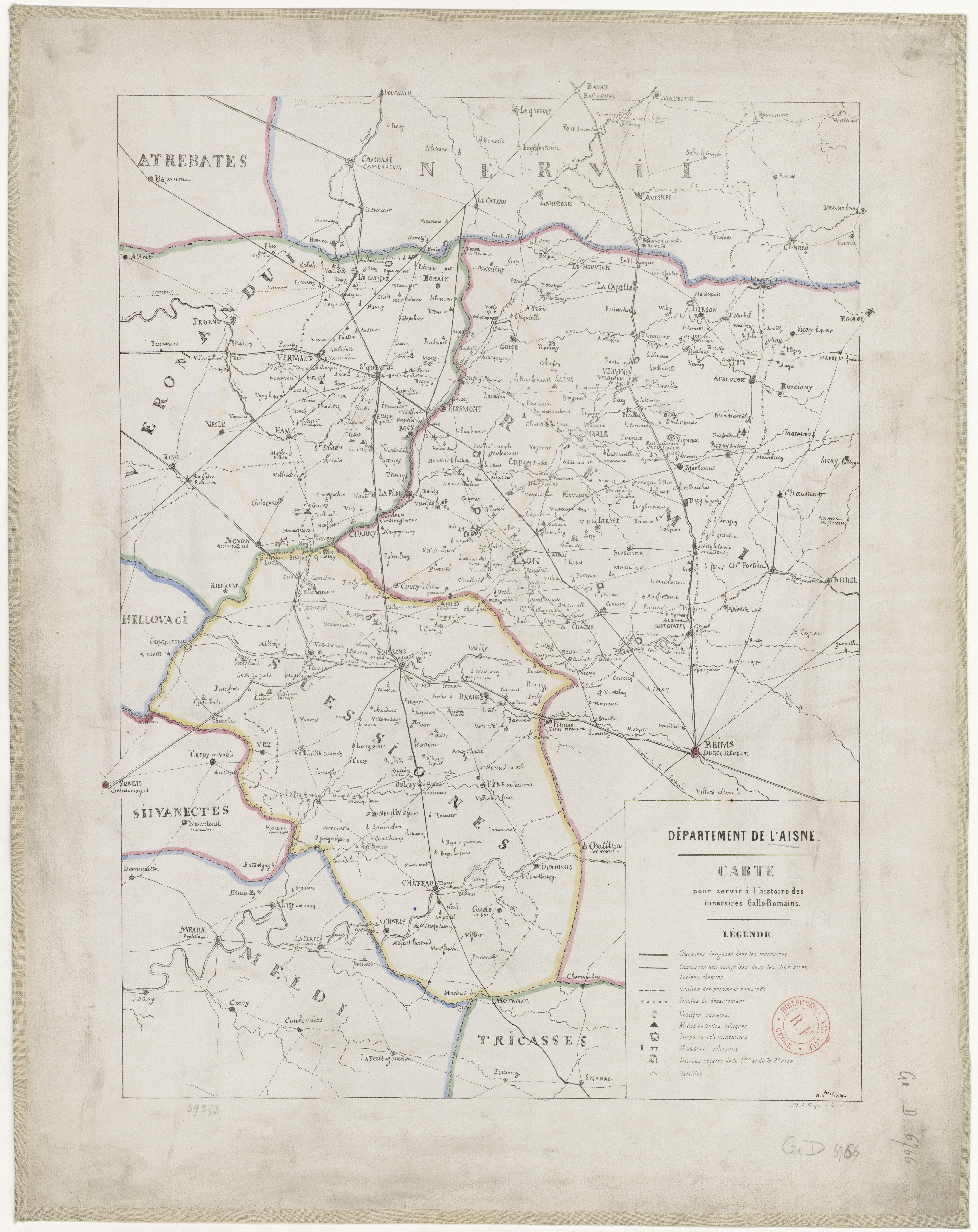
Les frontières du territoire occupé par les Suessiones.

Le territoire des Suessiones était entouré des territoires des peuples de Gaule suivants :
- Au Nord de la rivière de l'Ailette et à l'Est se trouvait le territoire du peuple des Rémi ou Rèmes, qui donna son nom à la ville de Reims dont la partie Est correspond à la région naturelle du pays Rémois.
- Au nord-ouest, de l'autre côté du cours de l'Oise se trouvait le territoire du peuple gaulois des Viromanduens ou Veromandui qui donna son nom à la région naturelle du Vermandois.
- À l'ouest de la rivière Oise se trouvait l'un des plus importants peuples de Gaule, celui des Bellovaques ou Bellovaci qui donnèrent leur nom à la ville de Beauvais.
- Au sud de la rivière Automne puis à la lisière de la forêt de Retz jusqu'au ru d'Autheuil jusqu'à son point de confluence avec la rivière Ourcq se situait un territoire beaucoup plus exigu (environ cinq cents kilomètres carrés) occupé par le peuple gaulois des Silvanectes ou Silvanecti qui laissèrent leur nom à la ville de Senlis. Ce territoire qui comprenait la ville de Crepy-en-Valois corresponde avec le territoire des Meldi à la région naturelle du Valois-Multien.
- Plus au sud et à l'est de l'Ourcq se situait le territoire du peuple gaulois des Meldes, ou Meldi qui donnèrent leur nom à la ville de Meaux ainsi qu'au Multien qui avec le territoire des Silvanectes correspondent approximativement à la région du Valois-Multien.
- Plus tard, à l'époque gallo-romaine, le peuple de la Gaule celtique des Tricasses ou Tricassini, qui donna son nom à la ville de Troyes eut également une frontière avec celui des Suessiones au Sud de la Marne.

En 57 av. J.-C., la bataille de l’Aisne marque le début de la domination romaine dans la région. La coalition gauloise des Bellovaques, Suessions, Nerviens, Morins, Atuatuques, Atrébates, Ambiens, Calètes, Véliocasses, Viromanduens, Ménapes dirigée par Galba, roi des Suessions est battue par les armées de César à Berry-au-Bac.
L'organisation romaine de la Gaule donne naissance à la Civitas Suessionum (Cité de Soissons) dont le territoire correspond à celui des Suessions et plus tard au diocèse de Soissons. La Civitas Suessionum compte cinq pagi ou pays, correspondant chacun au territoire d'une tribu :
- Le Pagus Suessionicus ou pays du Soissonnais ou comté de Soissons
- Le Pagus Orcensis ou Urcisus ou pays de l'Orxois
- Le Pagus Tardanisus ou pays du Tardenois
- Le Pagus Vadensis ou pays du Valois
- Le Pagus Briegius ou Briegensis ou pays de Brie

D'après l'historien Adolphe Chéruel, le pagus repose sur une distinction naturelle du sol, sur sa configuration géologique ou géographique. On peut alors deviner que les frontières de la région naturelle du Soissonnais et du Pagus Suessonicus étaient assez proches.
Le Pagus Suessonicus a pour limites au nord-ouest le Pagus Noviomagensis (pays du Noyonnais), au nord-est le Pagus Laudunensis (pays du Laonnois), au sud-est le Pagus Tardensis (pays du Tardenois), au sud-ouest le Pagus Vadensis (pays du Valois) et à l’ouest le Pagus Rossontensis (pays de Resson).
De Diviciacos (début du Ier siècle), roi des Suessions, généralissime des Belges et « empereur » de Bretagne à Aetius (début du Ve siècle) qui choisit Soissons comme capitale de la Gaule Romaine, le Soissonnais occupe ainsi une position de premier plan.
Le diocèse de Soissons naît au IIIe siècle. Sinice vient évangéliser les régions de Soissons et de Reims en compagnie de Sixte qui le désignera 1er évêque de Soissons. À la mort de Sixte, Sinice devient également évêque de Reims. Les limites du diocèse sont encore floues et s'étendent surtout à l'Est de la région naturelle du Soissonnais.

### Le Soissonnais auMoyen Âge

Le domaine de Syagrius en 481.

#### Le Soissonnais sous lesMérovingiens

##### Le royaume de Soissons de 476 à 486
En septembre 476, après l'abdication de Romulus Augustule, dernier empereur de l'Empire romain d'Occident, l'ancienne province de Gaule de cet empire devient une enclave autonome et indépendante constituant le domaine gallo-romain. D'un point de vue géographique, les frontières du royaume dépassent largement les limites de la région naturelle; le royaume comprend notamment une grande partie du bassin parisien et s'étend du Rhin jusqu'à la Loire ; il a pour frontières au nord le royaume des Francs Saliens et au sud celui des Wisigoths. Les cités principales du domaine gallo-romain sont Noviomagus Veromanduorum (Noyon), Augustomagus (Senlis) et Augusta Suessionum (Soissons) où réside Syagrius, dernier représentant du pouvoir gallo-romain dans la région. Si ce dernier gouverne sous le titre de dux (général), plus haut grade de l'armée romaine, les rois des royaumes voisins font référence à lui comme « roi des Romains » et même si son domaine n'a rien d'un royaume, celui-ci devient pourtant ce que l'on nomme pour la première fois comme étant le royaume de Soissons.
En 481, à la mort de Childéric 1er, roi du royaume des Francs saliens, fils de Mérovée, premier représentant de la dynastie des Mérovingiens, Clovis 1er hérite de ce territoire voisin du royaume de Syagrius qui s'étend du Rhin à la Mer du Nord.
En 486, Clovis oppose une vision radicalement différente de son père qui s'était jusqu'alors entendu avec les Romains, et mène contre Syagrius la bataille de Soissons dont il sort victorieux. Les Francs, s’emparent rapidement des cités avoisinantes de Soissons, conduisant à la disparition de la présence romaine et du royaume de Soissons sous domination Romaine et à l'avènement du royaume des Francs dont le pourtour quasi définitif fait suite à la victoire de l'armée de Clovis et de son fils aîné Thierry contre les Wisigoths lors de la bataille de Vouillé en 507.

##### Le royaume de Soissons de 511 à 561

Le royaume de Soissons en 511.

À la mort de Clovis en 511, le royaume est divisé entre ses quatre fils, comme le prévoit la Loi salique. L'aîné, Thierry (Theuderic), né d'un premier mariage, reçoit le royaume de Reims qu'il a conquis avec son père avant sa mort, car c'est également le territoire le plus menacé par les Burgondes et les Germains.
Les trois autres fils de Clovis, issus de son union avec Clotilde, fille du roi burgonde Chilpéric II, héritent du reste du royaume : Clodomir reçoit le royaume d'Orléans, Childebert le royaume de Paris et Clotaire, le benjamin, hérite du nouveau royaume de Soissons.
Une fois encore, les limites du royaume de Soissons s'étendent bien au-delà de celles de la région naturelle du Soissonnais ; le royaume de Soissons est alors subdivisé en deux parties distinctes, l'une au nord, en Gaule belgique, où se situe sa capitale à Soissons et l'autre au sud, en Gaule aquitaine.
En 524, à la mort de Clodomir lors de la Bataille de Vézeronce contre les Burgondes (royaume de Bourgogne), les trois fils de Clodomir, sont beaucoup trop jeunes pour pouvoir siéger sur le trône. Clotaire épouse alors la veuve de Clodomir, Gondioque, Reine d'Orléans, dans le but de trouver un accord avec son frère Childebert pour se partager le royaume d'Orléans.
En 532, pour éviter que l'un des fils de Clodomir revendique un jour le trône d'Orléans, comme le veut la loi salique, Clotaire et Childebert organisent l'assassinat des jeunes héritiers puis se partagent avec Thierry le territoire de leur défunt frère. La partie Sud de ce territoire comprenant la ville d'Orléans revient à Childebert.
En 534, le royaume de Soissons s'agrandit encore à la suite de la conquête et du partage du royaume de Bourgogne par Childebert, Clotaire et Thibert Ier, fils de Thierry, qui a hérité du royaume de Reims à la mort de son père quelques mois plus tôt. Thibert meurt en 548 lors d'une partie de chasse laissant un unique héritier qui meurt de maladie en 555, sans laisser de descendance et Childebert 1er meurt en 558, ne laissant derrière lui que des filles. L'ensemble des royaumes sont alors réunifiés sous Clotaire qui devient roi des Francs.
En 557, Clotaire lance la construction de la abbaye royale Saint-Médard, pour y placer le tombeau de l’évêque Médard de Noyon. L'abbaye des Bénédictins qui deviendra l'une des plus importantes du royaume de France pendant près de dix siècles, est située sur la rive droite de l’Aisne, à l'époque, en marge de la ville de Soissons, où se situe la résidence royale de Clotaire, le Palais de Croisy.

##### Le royaume de Soissons après 561 à 591

Royaume de Soissons en 561.

À la mort de Clotaire en 561, le royaume est à nouveau divisé entre ses quatre fils.
- Sigebert hérite du royaume de Reims, appelé rapidement royaume de Metz, après y avoir transféré sa capitale en 562 et qui plus tard prendra le nom de royaume d'Austrasie (ou Ostrasie).
- Chilpéric reçoit le nouveau royaume de Soissons, qui deviendra plus tard le royaume de Neustrie.
- Gontran reçoit le royaume de Bourgogne, dont la capitale est Chalon-sur-Saône.
- Caribert (ou Charibert) reçoit le royaume de Paris qui réunit Paris et l'Aquitaine.

Bien qu'ayant reçu quelques enclaves situées dans les autres royaumes, comme Nantes et Rouen, le royaume de Soissons de Chilpéric est alors le plus petit des quatre royaumes, surtout comparé au royaume de Paris qui est cinq fois plus grand. Pourtant, le partage était censé être égal; les critères de découpage tenant compte non pas de la superficie mais du nombre de cités et des caractéristiques patrimoniales des territoires.

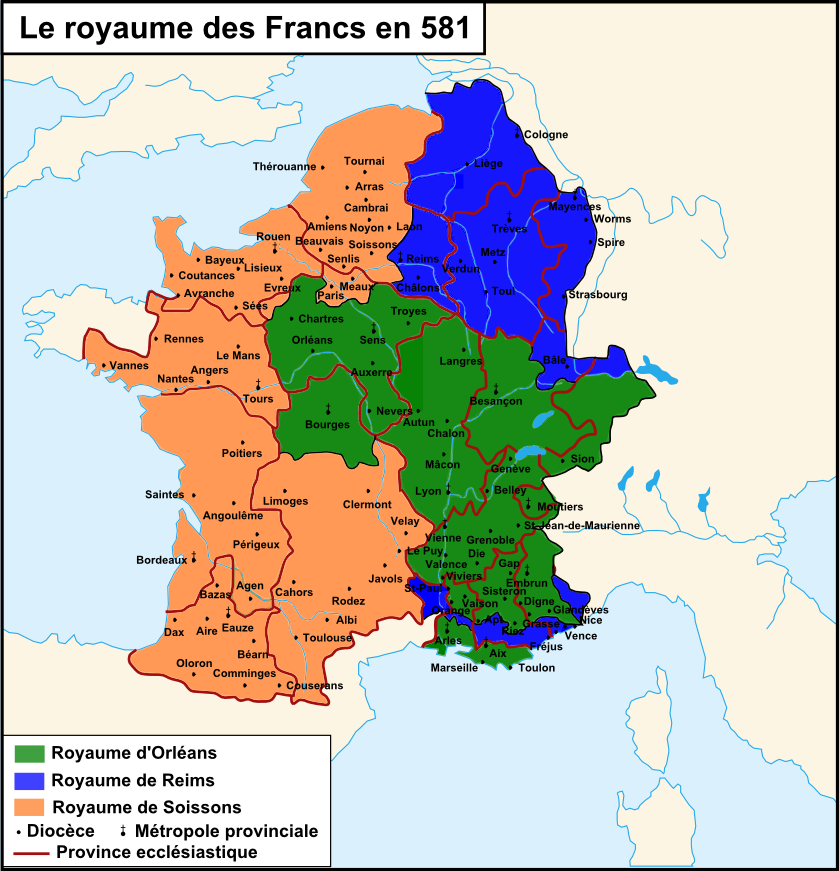
Royaume de Soissons en 581.

À la mort de Caribert en 567, qui n'avait pas de progéniture, Gontran, Sigebert et Chilpéric se partagent le royaume de Paris. Le royaume de Soissons s'étend alors au Nord-Ouest mais Paris reste dans l'indivision entre les trois frères.
Entre 568 et 575, une succession de querelles et de guerres éclatent entre Chilpéric et son frère Sigebert. La guerre de 574 ne tourne pas à l'avantage de Chilpéric qui sur le point de perdre toute l'étendue de son royaume se réfugie à Tournai. En 575, l'assassinat de Sigebert, commandité par Frédégonde, la femme de Chilpéric renverse la situation. Sigebert qui de son mariage avec Brunehaut ne laissait derrière lui qu'un fils de 5 ans, Childebert II, laisse la voie libre à Chilpéric pour s'emparer du royaume de son frère.
Mais Childebert II, fils de Sigebert est sauvé par Gondovald, fils illégitime de Clotaire 1er, qui amène Childebert II à Metz capitale du royaume de Reims à la suite de son transfert en 562, où il est sacré Roi à l'âge de cinq ans. C'est en fait sa mère, la Reine Brunehaut qui règnera sur le royaume.
Chipéric qui s'est emparé entre-temps du royaume d'Aquitaine refusera de rendre ce territoire au fils de Sigebert. En septembre 584, Chilpéric est assassiné laissant son fils Clotaire II comme légitime successeur du royaume de Soissons.

##### Avènement du royaume deNeustrieen 592
En 592, à la suite du décès de Gontran, le royaume d'Orléans revient à Childebert II, selon le traité d'Andelot. Ainsi se dessinent les contours de deux nouveaux royaumes, celui de Childebert II prenant le nom d'Austrasie ou pays d'Orient dont la capitale est Metz et le royaume de Soissons devenant celui de Neustrie ou pays d'Occident. Au début du VIIe siècle, nous n'entendrons ainsi quasiment plus parler du royaume de Soissons même si Clotaire II, fils de Chilpéric conserve Soissons comme capitale de la Neustrie.

##### Perte d'influence de Soissons en 613

Royaume des Francs en 628.

En 594, Childebert II meurt empoisonné et ses deux fils, Thibert II et Thierry II, se partagent le royaume de Reims, le premier héritant au nord de l'Austrasie dont la capitale reste Metz et le second recevant le royaume de Bourgogne dont la capitale est Chalon-sur-Saône. Après une succession de batailles entre les deux fils de Childebert II, dont le second, Thierry II sortira vainqueur, réunifiant ainsi le royaume d'Austrasie, c'est finalement Clotaire II, roi de Neustrie qui à la suite de la mort de Thierry II, envahira l'Austrasie en 613 devenant ainsi seul Roi des Francs de 613 à 629.
Clotaire II décide alors de s'établir à Paris qui devient la nouvelle capitale du royaume des Francs, faisant perdre ainsi de leur influence aux anciennes capitales des Francs Saliens que furent Reims, Metz, Orléans, Chalon-sur-Saône et surtout Soissons, qui pendant près de six siècles occupa une position de premier plan sous l'Empire romain et la dynastie franque des Mérovingiens.
Au décès de son père en 629, Dagobert Ier conserve une certaine unité du royaume, à l'exception du royaume d'Aquitaine laissé à son frère Caribert II et qui a pour capitale Toulouse. Cette division du royaume ne sera que de courte durée puisqu'à la mort de Caribert, Dagobert reconstitue l'unité du royaume.

#### Le Soissonnais sous lesCarolingiens

##### Le sacre symbolique dePépin le Brefà Soissons
En 741, à sa mort, Charles Martel, maire du palais auprès des rois mérovingiens, laisse deux fils : Carloman qui se retire dans les ordres dans un monastère de Lombardie et Pépin qui assume alors la fonction de maire du palais. En novembre 751, après avoir demandé l'autorisation au pape Zacharie, de mettre fin au règne décadent des Mérovingiens, Pépin, dit le Bref, dépose le roi Childéric III, puis se fait sacrer roi des Francs, au champ de mai en l'abbaye Saint-Médard de Soissons, par les évêques de Gaule, devenant ainsi le premier roi de la dynastie des Carolingiens. Bien entendu, le choix de Soissons comme lieu de sacre ne tient pas du hasard, symbolisant une certaine continuité avec le baptême de Clovis Ier, premier roi franc mérovingien, et l'alliance particulière entre l'Église et le roi des Francs.
Pour autant, sous le règne de Pépin le Bref, Soissons ne retrouve pas son rôle de capitale du royaume et la région du Soissonnais est quelque peu délaissée par le monarque. Pépin qui n'est pas le successeur naturel de la dynastie mérovingienne manque de légitimité pour asseoir son pouvoir. Il retrouvera celle-ci après avoir aidé le nouveau pape Étienne II, menacé par les lombards en 752, qui le sacrera en personne, une seconde fois le 28 juillet 754, non pas à Soissons mais à l'abbaye royale de Saint-Denis.

##### Renaissance du Soissonnais sousCharlemagneetLouis le Pieux

###### De l'importance des Missi Dominici
Le Soissonnais va toutefois regagner de l'importance au sein du royaume des Francs sous le règne des successeurs de Pépin à la suite de la restructuration du royaume par le monarque en de nouvelles circonscriptions administratives. En effet, en 751, Pépin le bref recrute parmi ses vassaux de petite noblesse, des messagers appelés « Missi dominici », chargés de vérifier pendant des « missions » temporaires, la bonne exécution des ordres du « maître » sur des territoires définis du royaume, lui permettant ainsi de gouverner à distance.
En 802, la mission et le pouvoir des « Missi dominici » évoluent sous Charlemagne, fils de Pépin le Bref et se renforcent sous le règne de Louis Ier le-Débonnaire, dit aussi le Pieux, qui succède à son père en 814. Alors choisis parmi des personnalités de plus haut rang et proches du monarque, les Missi dominici deviennent les représentants officiels du pouvoir royal; Se déplaçant en collège de deux ou trois, ils comportent au moins un comte et un ecclésiastique, généralement un évêque. Notons au passage que le titre de noblesse « comte », issu du latin comes (compagnon), est un terme repris de l'Empire romain sous lequel il désignait un conseiller de l’empereur. Sous les Franques Mérovingiens et jusqu'en 853, sous les Carolingiens, les comtes n'assurent que des fonctions fiscales, militaires et judiciaires, mais pas encore de fonctions régaliennes sur un territoire défini et permanent; ainsi les comtes existèrent avant que le terme « comté » n’apparaisse. La mission des Missi dominici n'empêche pas Charlemagne et Louis le Pieux, de se déplacer régulièrement dans le Soissonnais, notamment dans la résidence royale des carolingiens à Quierzy ou encore à Soissons.

###### De la grandeur de l'abbaye royale Saint-Médard-lès-Soissons

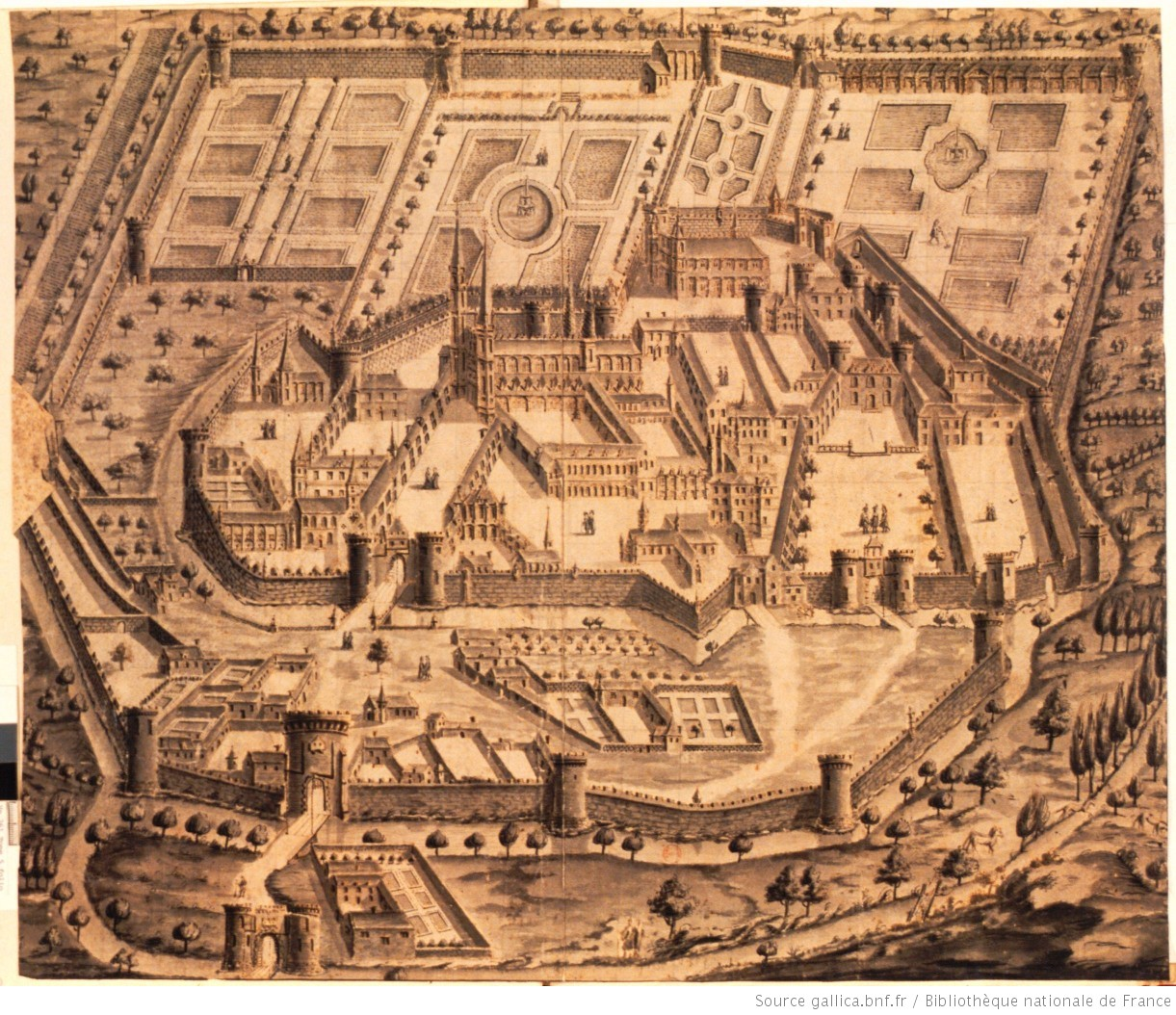
Plan de l'abbaye Saint-Médard.

Si toutefois le Soissonnais redevient le centre d'attention du royaume, cela n'est dû ni aux venues des nouveaux comtes de haut rang, ni aux déplacements des monarques dans la région mais à l'importance donné par Charlemagne au clergé. Le monarque a décidé d'en faire un véritable auxiliaire de la royauté et en quelque sorte un rival de la seigneurie laïque. Pendant le règne de Charlemagne et de son fils, Louis le-Débonnaire, le clergé est notamment le principal vecteur des plans de civilisations de l'empereur, dirige les assemblées, rédige les traités et est doté de terres qu'il entretient et sur lesquelles il est Maître.
Deux abbayes en particulier se voient gratifiées de la plus grande attention des deux empereurs : l'Abbaye Saint-Médard-lès-Soissons, fondée par Clotaire à la fin de son règne et l'abbaye Notre-Dame de Soissons, couvent de femmes où se trouvaient Ghisla ou Ghisèle, sœur de Charlemagne et plus tard Théodrade, filleule de Pépin le-Bref. Ces deux abbayes reçoivent de nombreuses terres, fiefs, villages et manoirs qui s'étendent sur l'ensemble du Soissonnais et en constituent la majeure partie de son diocèse appelé également Grand Archidiaconé de Soissons dont les limites territoriales sont fixées par un acte du concile de Noyon en 814 et correspondent peu ou prou à l'ensemble de la région naturelle du Soissonnais.

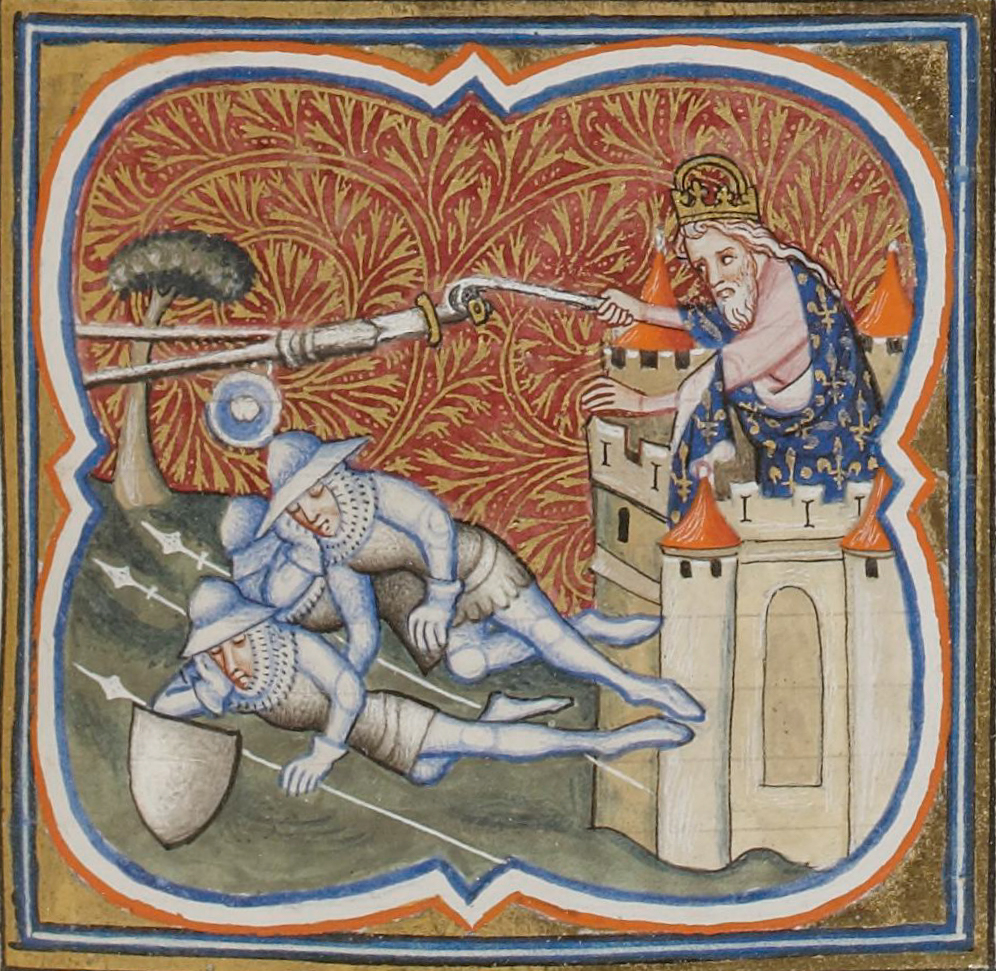
Louis dit le Pieux, emprisonné à Soissons, vole l’épée d’un garde endormi. fol. 142 Grandes Chroniques de France (BNF, FR 2813).

L’abbaye Saint-Médard est à cette époque l’un des domaines seigneuriaux les plus puissants de l’empire et ses abbés sont considérés comme les premiers seigneurs de France. Le centre de son pouvoir se situe à Soissons où l’abbaye dispose d’une véritable cité monacale où vivent plus de quatre cents religieux ; elle comprend une basilique, un palais royal, un palais abbatial, plusieurs églises, chapelles, cloîtres, écoles, préaux, jardins et vignes. En dehors de la cité, dépendent de sa juridiction plusieurs autres abbayes, prieurés, prévôtés et deux cent vingt paroisses, villages, fermes et manoirs, fiefs comme la seigneurie de Vic-sur-Aisne. Sa puissance et son étendue sont bien supérieures aux maisons nobles de l’empire. Aussi peut-on comprendre pourquoi aucune seigneurie laïque ne s’impose dans le Soissonnais pendant le règne des Carolingiens.
L'abbaye Saint-Médard de Soissons déjà favorite de Charlemagne figure également comme une abbaye de premier rang pour Louis le Pieux et reçoit ses faveurs en recevant droit de battre monnaie et en n'étant assujettie à aucune contribution ni pécuniaire ni militaire, contrairement à ce qui était imposé aux autres abbayes de l'empire. En 825, Louis le Pieux associe l'évêque de Soissons Rothad, au comte Ruotfrid dans les fonctions de Missi dominici sur un territoire qui dépasse amplement la région du Soissonnais et comprend les villes de Reims, Soissons, Châlons, Senlis, Beauvais et Laon. Le cousin de l'empereur Louis Le Pieux, l'Abbé Hilduin, archi-chapelain du Palais impérial, qui n'est autre que le plus haut représentant ecclésiastique de la cour impériale, est nommé pour régir les trois abbayes les plus importantes de l'empire que sont l'abbaye Saint-Denis, l'abbaye Saint-Médard et l'abbaye de Saint-Germain-des-Prés.

##### Le capitulaire de Servais: émergence du pays du Soissonnais

Traité de Verdun.

À la mort de Louis Le Pieux en 840, ses trois fils, Louis II de Germanie, dit aussi Louis II de Bavière, Lothaire et Charles le Chauve se disputent longuement l’empire laissé par leur père. Trois ans plus tard, le traité de Verdun met un terme leurs désaccords et divise l’empire Carolingien en trois royaumes. Charles II, dit le Chauve, hérite de la Francie Occidentale qui comprend notamment la région du Soissonnais.
Dès le début de son règne, Charles le Chauve essuie plusieurs défaites, d'abord contre les bretons mais surtout contre les Normands dont il n'arrive pas à repousser les incursions répétées dans le Nord du royaume. Les Normands, en provenance de Scandinavie et du Danemark, pillent villages et abbayes du pays, descendant jusqu'au Soissonnais et même aux frontières de la Loire. Le pouvoir Royal, incapable de protéger le pays s'en remet le plus souvent aux propriétaires terriens locaux en les armant et les chargeant de protéger eux-mêmes leurs biens. De nombreux châteaux, donjons et fortifications, financées par le monarque sont érigées dans le Soissonnais. Cette situation fait naître plusieurs baronnies locales qui prennent le dessus sur le Clergé fortement affaibli par le pillage des Normands et l'impuissance du roi, même s'il détient encore près un tiers des terres du royaume.
Pendant les deux grandes assemblées nationales du printemps et de l'automne, mises en place sous Charlemagne étaient promulguées les capitula ou capitulaires, dérivé du latin capitulum qui signifie « petit chapitre » qui ne sont autres que les premières lois du royaume.

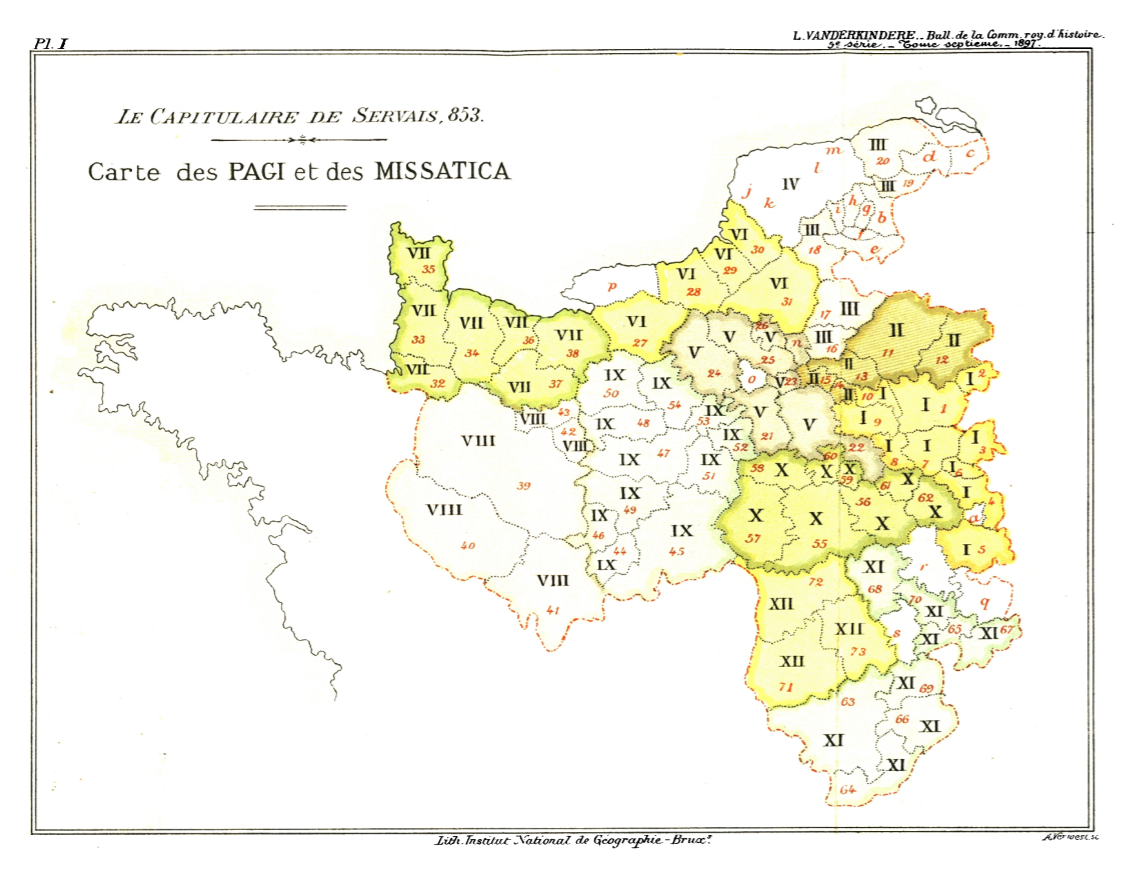
Planche I. Le capitulaire de Servais, 853. Carte des Pagi et des Missatica.

En novembre 853, à Servais (Aisne), Charles II le Chauve, tente de rétablir son autorité face à cette aristocratie terrienne naissante qui devient presque incontrolable et promulgue le « Capitulare missorum Silvacense », appelé plus simplement le capitulaire de Servais. Ce capitulaire créée douze circonscriptions officielles ou Missatica (au singulier Missaticum), équivalent de nos régions administratives actuelles, comprenant chacune plusieurs Pagi (au singulier : Pagus pour pays) attribués par le roi aux Missi dominici.
Le roi attribue alors aux Missi dominici le droit d’administrer en son nom la région qu'il leur a confié et d’y exercer leur pouvoir, notamment sur la baronnie locale qu'il avait lui-même contribué à faire naître face à l'envahisseur normand. Les Pagi cessent d'être de simples territoires contrôlés et audités par les messagers du Roi pour devenir de véritables subdivisions administratives et militaires.
Le deuxième missaticum comprend 5 Pagi ou pays
- Pagus Laudunisus (11) : pays du Laonnois
- Pagus Portianus (12) : pays du Porcien
- Pagus Suessonicus (13): pays du Soissonnais
- Pagus Urcisus. l'Orceois (14): pays de l’Orxois
- Pagus Vadisus (15) : pays du Valois

Selon toutes vraisemblances, les frontières du pays du Soissonnais se confondairent avec celles du diocèse de Soissons dont les limites avaient été fixées en 814.
Après la mort des deux fils ainés de son frère Lothaire 1er, Lothaire II, en 869 et Louis II d'Italie, en 875, Charles le Chauve hérite des royaumes de Lotharingie, d'Italie et de Provence et se fait couronner empereur par le pape Jean VIII. Sur le modèle de son père qui avait établi la capitale de l'Empire à Aix-la-Chapelle, il fait construire l'abbaye Saint-Corneille ainsi qu'un palais fortifié à Compiègne, qu'il destine à devenir la nouvelle capitale de l'Empire. Si la ville n'en aura finalement jamais le statut officiel, l'an 875 marque l'avènement d'une nouvelle grande cité royale de France et l'un des principaux lieux de résidences royal du Soissonnais.

##### Le capitulaire de Quierzy
En 877, Charles II le Chauve promulgue un nouveau capitulaire, le Capitulaire de Quierzy, qui dessine les premiers contours de la noblesse carolingienne. Le roi qui réunit alors ses troupes pour une expédition militaire en Italie, doit rassurer ses comtés en leur promettant de ne pas leur enlever leurs terres s'ils mourraient au combat. L'article 9 du capitulaire de Quierzy répond à cette appréhension : « Le fils d'un comte sera honoré par le roi des honneurs paternels, que le roi conférera la dignité du père au fils ». La succession des fiefs devient héréditaire et les comtes de véritables souverains sur leurs terres.
Du fait de la juridiction qu’exerçaient ces nouvelles dynasties sur leur territoire, nait ainsi le terme « comté » qui sera ainsi attribué au territoire administré par un comte. Le terme comté qui s'appliquera en premier lieu aux « pays » créés par le capitulaire de Servais, s'étendra rapidement à des subdivisions civiles plus restreintes, notamment les terres des barons locaux qui avaient affronté l’envahisseur normand. Emergeront ainsi de nouveaux comtés à l'existence parfois précaire et dont le territoire ne représentera parfois qu'un canton, une ville, un bourg, voire un château autour de son fief.

##### Le déclin des Carolingiens et le pillage de l'abbaye Saint-Médard
La mise en application de ces deux capitulaires accentue la faiblesse du pouvoir royal; Tandis que de grandes familles se constituent autour de ce droit féodal d'hérédité des comtes, le roi Charles le Chauve s'appauvrit à tel point que la surface du domaine royal devient moins importante que de nombreux comtés du royaume. Parmi les grands territoires encore rattachés au domaine royal, on note le Soissonnais qui est en fait régi par les puissantes abbaye Saint-Médard et de Notre-Dame de Soissons.
Les successeurs de Charles II le Chauve sont également des rois faibles, abandonnant leurs fiefs au profit des autres grands seigneurs d'un royaume qui n'en a plus que le nom; Louis II, dit le Bègue, Louis III, Charles III le Gros, tous se dépouillent eux-mêmes de leurs domaines et de leurs droits souverains et les comtes, au lieu de gouverner pour le roi, administrent leurs terres pour eux-mêmes.
Sous Charles III le Gros, en 884, la totalité du Soissonnais est envahie par les Normands ; même l’enceinte fortifiée de la ville de Soissons qui jusqu’alors avait résisté à l’envahisseur, cède face aux troupes viking conduite par Hasting. L’abbaye Saint Médard de Soissons est pillée. En novembre 885, les Normands sous le commandement de Sigfried, arrivent aux portes de Paris. En 886, Sigfried lance un assaut contre la cité parisienne, mais essuie un échec contre Eudes, comte de Paris, issu de la famille noble des Robertiens, fils aîné de Robert le Fort. Sigfried et ses troupes se retranchent alors dans le Soissonnais et entrent dans la cité abbatiale Saint-Médard de Soissons; ses églises, ses palais et monastères sont pillés puis incendiées par l'envahisseur Normand. Plus à l'Ouest, Compiègne et sont palais fortifié échappent au destin tragique de nombreuses autres villes du Soissonnais.

##### La fin de l'ordre Carolingien et du pouvoir ecclésiastique dans le Soissonnais

###### L'ascension de la famille des Robertiens
À la mort de Charles III le Gros, en janvier 888, qui ne laisse aucune descendance, le comte de Paris et d'Angers, Eudes, reconnu par ses pairs pour avoir repoussé les Normands aux portes de Paris, est porté sur le trône. Herbert Ier, petit-fils de Bernard d'Italie, issue de la dynastie carolingienne, plus exactement de Pépin, roi d'Italie et fils de Charlemagne fait partie de ses plus fidèles partisans et lui prête serment. Sacré dans le Soissonnais, en l'abbaye Saint-Corneille à Compiègne, par Gautier, l'archevêque de Sens, Eudes est le premier Robertien à accéder au pourvoir. C'est un premier coup de grace pour la dynastie carolingienne qui n'a pas su replacer au pouvoir un héritier de Charlemagne; le seul carolingien, pouvant prétendre au pouvoir étant Charles III le simple, fils de Louis II Le Bègue qui n'a alors que dix ans.
Pour remercier Herbert 1er, qui au-delà de lui avoir prêté serment, avait pris part à toutes les expéditions contre les Normands et notamment, auprès d'Eudes, le nouveau monarque lui fait don du comté de Meaux.
Le Soissonnais appartient au domaine royal que reçoit Eudes, lors de son couronnement; Après avoir reçu la couronne, Eudes dirige ses troupes contre les vikings dans le Soissonnais mais ces derniers se retranchent dans l'Est du pays où Eudes les poursuit jusqu'à Montfaucon en Argonne où il leur livre bataille et les vainc. Pour protéger l'abbaye royale Saint Médard des Normands, il y fait construire tout autour, une enceinte munie de tours et fortifie les diverses possessions de l'abbaye dans le Soissonnais dont le Château de Vic sur-Aisne. La légitimité d'Eudes est toutefois fortement contestée du fait de l'absence de lien héréditaire avec la dynastie carolingienne. Les principaux opposants à Eudes sont alors Ramnulf II, comte de Poitiers et duc d'Aquitaine, tuteur du jeune Charles, âgé alors de quinze ans et Foulques le Vénérable, l'archevêque de Reims, qui a remplacé Hincmar en 883.

###### La remise en cause du pouvoir ecclésiastique
À la fin du IXe siècle, la déchéance du pouvoir carolingien fragilise le clergé dont les richesses encore notables attirent les grands seigneurs laïcs. Le contrôle des grandes abbayes du royaume, assimilées au fisc et celui de leur patrimoine deviennent un enjeu essentiel pour les comtes qui souhaitent asseoir leur autonomie vis-à-vis du pouvoir royal et établir de véritables principautés. Cherchant l'appui des grandes maisons seigneuriales, les derniers rois carolingiens sont tentés de répondre favorablement à leur demandes en leur cédant une partie des possessions territoriales ecclésiastiques et surtout le prélèvement de la Dime. Les abbés laïcs, apparus sous Charles le Chauve en 866, se multiplient; tout comme leurs homologues ecclésiastiques, ils sont chargés de percevoir l'impôt sur les biens, la Dime. Ainsi, à cette même époque, de nombreux seigneurs obtiennent du roi le titre d'Abbé laïc, permettant ainsi de jouir d'une certaine immunité fiscale et surtout d'intégrer la dime aux revenus de leurs seigneuries.
La reconquête des terres envahies par les Normands est également un bon prétexte pour s'emparer des anciennes possessions abbatiales. Ainsi en est-il de Baudouin II, comte de Flandre, et de son frère Raoul, comte de Cambrai, issus de la branche carolingienne, petit-fils de Charles le Chauve, qui n'hésiteront pas à s'emparer de plusieurs abbayes et de leurs possessions dans le nord du royaume.

#### Le Soissonnais sous la maison de Vermandois

##### La trahison du comte HerbertIerde Meaux
Les deux années qui suivent l'arrivée d'Eudes au pouvoir, Foulques fait tout son possible pour porter Charles III le simple sur le trône. Il tente notamment de trouver appui auprès du pape Étienne VI, qu'il finit par convaincre; mais la mort de ses principaux soutiens, le comte Ramnulf II de Poitiers en octobre 890, suivie de celle du pape Étienne VI en août 891, dessert ses projets. En 892, le roi Eudes remporte la bataille de Montpensier en Auvergne, faisant perdre à Guillaume le Pieux, comte d'Auvergne, ses honneurs et son crédit sur son propre fief. La même année, le comte de Flandre, Baudouin II essuie un refus du roi Eudes après lui avoir réclamé l'abbaye Saint-Vaast d'Arras. Les comtes d'Auvergne et de Flandre ainsi que le frère de Baudouin II, Raoul, comte de Cambrai rejoignent alors la cause de l'archevêque de Reims Foulques qui souhaite mettre Charles III le simple sur le trône. Fort de ces nouveaux appuis et profitant d'un déplacement d'Eudes en Aquitaine en janvier 893, le carolingien Charles le Simple est sacré roi par Foulques à Reims où se tient notamment Herbert Ier, comte de Meaux, qui par sa présence commet un acte de trahison envers le roi Eudes dont il avait reçu le comté de Meaux.

##### HerbertIerde Meaux devient comte de Vermandois
Eudes ne renonce toutefois pas à son trône et revient dans le nord du royaume où il assiège Reims et détruit le château d'Epernay. Il exhorte les autres grands seigneurs du royaume à se rallier à sa cause, leur rappelant le serment d'allégeance qu'ils ont prêté au monarque en 888. Le comte de Meaux, Herbert 1er, est l'un des premiers à abandonner Charles le Simple et embrasse le parti de son vieil ami. En 895, le frère d'Eudes, Robert Ier épouse Béatrice, la fille d'Herbert Ier de Meaux. Ce rapprochement scelle pour de bon le destin des deux familles. En 896, Eudes fait don à Herbert 1er du comté de Vermandois et de l'abbaye du Mont-Saint-Quentin dont il devient abbé Laïc. Derrière ce don se cache en fait plusieurs objectifs : le comté de Vermandois constitue un derrnier rempart avant d'entrer sur les terres du domaine royal auquel appartient le Soissonnais et forme ainsi une protection contre les incursions des Normands.
Eudes se sert également de ce don pour demander à Herbert Ier de lui prouver sa loyauté en poursuivant ses principaux opposants au trône, et notamment d’arrêter la progression vers le sud des deux principaux seigneurs de la maison de Flandre, Baudouin II, comte de Flandre et son frère Raoul, comte de Cambrai. Cette même année, Raoul, comte de Cambrai empiète sur les terres de Vermandois pour piller l'abbaye du Mont-Saint-Quentin, et meurt lors d'une rencontre avec Herbert 1er, près de l’abbaye d’Originy. Le jeune Charles III prend la fuite pour trouver de nouveaux appuis en Germanie et en Bourgogne. La lutte entre Eudes et Charles le Simple se poursuit jusqu'en 897 où les deux prétendants concluent un accord de réconciliation pour le partage du royaume, sur les conseils d'Hervé, chancelier du royaume ; Eudes promet notamment à Charles III de lui céder le royaume à sa mort en échange de laisser à son frère Robert 1er, le comté de Paris et la marche de Neustrie.

##### Le comté de Soissons entre dans la maison de Vermandois
Si chacun s'accorde pour dire qu'Herbert de Vermandois obtint le titre d'abbé laïc du monastère Saint-Crépin de Soissons, pendant le règne d'Eudes, entre 896 et 898, beaucoup d'historiens dont le spécialiste des carolingiens Karl Ferdinand Werner relèvent avec quasi-certitude qu'Herbert Ier reçoit en même temps que le monastère de Saint Crépin et le comté de Soissons d'un certain comte-abbé Hericus ou Heric qui le précéda. Notons de prime abord que l'étendue du pouvoir de ce monastère n'a rien de comparable avec les abbayes Saint-Médard ou Notre-Dame de Soissons et ne suffit pas à la maison de Vermandois pour s'imposer dans le Soissonnais face aux deux puissantes abbayes qui de surcroît restent rattachées au Domaine Royal. Notons à nouveau, comme nous l'avons vu précédemment, que l'importance du pays du Soissonnais sous les Carolingiens ne tient pas de ses comtes mais de ses seigneurs ecclésiastiques qui depuis Charlemagne ont fait de la région une des plus importantes du royaume.
De l'appartenance du Soissonnais au domaine royal et de l'importance de ses seigneuries ecclésiastiques, on peut ainsi comprendre la raison pour laquelle à la fin du IXe siècle, le titre de « comte de Soissons » n'est pas davantage mis en exergue par les historiens de l'époque car il est avant tout celui d'une seigneurie d'aristocratie locale sur un fief, somme toute assez réduit par son territoire et l'étendue de sa justice.
À la mort d'Eudes en janvier 898, Charles III devient seul et unique monarque du royaume de France ; l'archevêque de Reims Foulques le Vénérable qui avait mis tant d'ardeur pour porter son protégé sur le trône, convoque à Reims les grands seigneurs du royaume pour acclamer leur nouveau roi et lui jurer fidélité. Le comtes de Flandre, Baudouin II, le comte Richard de Bourgogne et le comte Guillaume le Pieux d’Auvergne sont les premiers à reconnaître leur nouveau souverain. Pourtant, manquent à cette assemblée deux hauts dignitaires du royaume : Robert, frère d'Eudes qui est occupé à livrer bataille aux Normands et le comte Herbert Ier de Vermandois qui souhaite quant à lui, manifester sa réprobation. En plus des comtés de Blois, Tours et d’Anjou dont il hérite de son frère Eudes, Robert reçoit du nouveau monarque, le comté de Paris conformément à l'accord passé entre Eudes et Charles le Simple un an plus tôt ainsi que l'abbaye de Saint-Germain dont il devient abbé laïc. Foulques n'est pas oublié ; il est nommé Chancelier du royaume et reçoit en reconnaissance de son dévouement et de sa loyauté envers Charles III, la riche abbaye Saint-Vaast d'Arras et son château. En 899, lui préférant une abbaye tout aussi riche mais plus proche, l'archevêque de Reims l'échange contre la riche abbaye Saint-Médard de Soissons, alors sous le contrôle de l'abbé laïc Altmar qui prend le titre de comte d'Arras la même année. Ceci n'est pas sans déplaire au comte de Flandre, Baudouin II qui convoitait l'abbaye de Saint-Vaast depuis longtemps et tente par tous les moyens de convaincre Charles III le Simple de lui céder l'abbaye. N'arrivant pas à ses fins, le comte de Flandre commandite l'assassinat de Foulques qui meurt dans le Soissonnais alors que revenant de Compiègne il est en route pour rejoindre le roi Charles III à Corbeny. Hervé qui entre-temps était devenu conseiller de Charles III le Simple, est alors nommé archevêque de Reims.
Herbert Ier de Vermandois, profite du désordre occasionné par cet événement pour s'emparer de l'abbaye Saint-Médard de Soissons. Au-delà de permettre à la famille des Herbertiens de construire un ensemble territorial cohérent en joignant son comté de Vermandois à celui de Meaux via le Soissonnais, l'étendue des possessions de l'abbaye est telle qu'elle permet à la maison de Vermandois de constituer la deuxième province du royaume et bénéficie d'un positionnement stratégique au nord et à l'est de Paris. Herbert ne profitera peu de ses conquêtes car il est assassiné peu de temps après par les hommes de mains du comte de Flandre qui vengent ainsi la mort du frère de Baudouin II, Raoul, comte de Cambrai, mort sous l'épée du comte de Vermandois, quelques années plus tôt.
C'est donc en 902, qu'Herbert II de Vermandois hérite de son père, des comtés de Vermandois, de Meaux et de Soissons, ainsi que de l'abbaye de Saint-Quentin et surtout de l'abbaye Saint-Médard, dont il devient abbé laïc jusqu'en 943. Les revenus des deux riches abbayes profitent à la maison de Vermandois qui devient l'une des plus puissantes du royaume. Si en théorie, la région du Soissonnais relève encore du domaine royal, Herbert II de Vermandois y est plus maître que le roi lui-même et Charles III ne conteste sa domination.

#### Le Soissonnais sous les Capétiens

##### Le Soissonnais au début du règne d'Hugues Capet

Le Soissonnais sous Hugues Capet en 995

Le comté de Vermandois et le domaine royal en 987

En 987, l'accession d'Hugues Capet au trône de France, confirme le pouvoir de la puissante maison de Vermandois dans le Soissonnais ; à cette époque, les différents comtés qu'elle administre sont devenus quasiment indépendants. Elle a conservé le droit de « battre monnaie », octroyé à l'abbaye Saint-Médard par les monarques carolingiens, alors que ce droit n'appartenait en général qu'à la puissance souveraine. Parmi les autres pouvoirs octroyés aux comtes de la maison de Vermandois, ces derniers rendent justice ou la font rendre par leurs vicomtes. Plusieurs fiefs, châtellenies et seigneuries relèvent alors de Guy 1er de Vermandois, comte de Soissons, fils de Albert Ier de Vermandois et petit-fils d'Herbert II de Vermandois. Les quatre vicomtés les plus importantes sont la vicomté de Buzancy, la vicomté de Cœuvres, la vicomté de Fromentel dite aussi de Vic-sur-Aisne et la vicomté d'Ostel. Parmi les autres maisons nobles qui marquent l'histoire du Soissonnais, on note notamment la maison de Pierrefonds, la maison d'Estrées, la maison d'Oulchy et la maison d'Ostel.
Les possessions du domaine royal d'Hugues Capet se concentrent sur un minuscule territoire autour d'Orléans et de Paris, quelques maisons royales comme celle de Melun, de Saint-Germain ou de Senlis et quelques villes relevant de l'influence royale comme Laon, Amiens, Noyon ou Soissons. La région naturelle du Soissonnais reste un territoire relevant théoriquement du Domaine royal, même si en réalité, les membres de la maison de Vermandois y exercent un pouvoir qui s'est accru considérablement face à la faiblesse des derniers rois carolingiens. S'ils restent rattachés à l'autorité royale, Hugues Capet s'en inquiète et plutôt que d'affronter la puissante maison de Vermandois, il préfère s'en faire une alliée en faisant cosigner les actes qu'il rédige par les grands seigneurs qui l'entourent, renforçant ainsi le pouvoir de la maison de Vermandois.

#### Le Soissonnais à l'Époque moderne

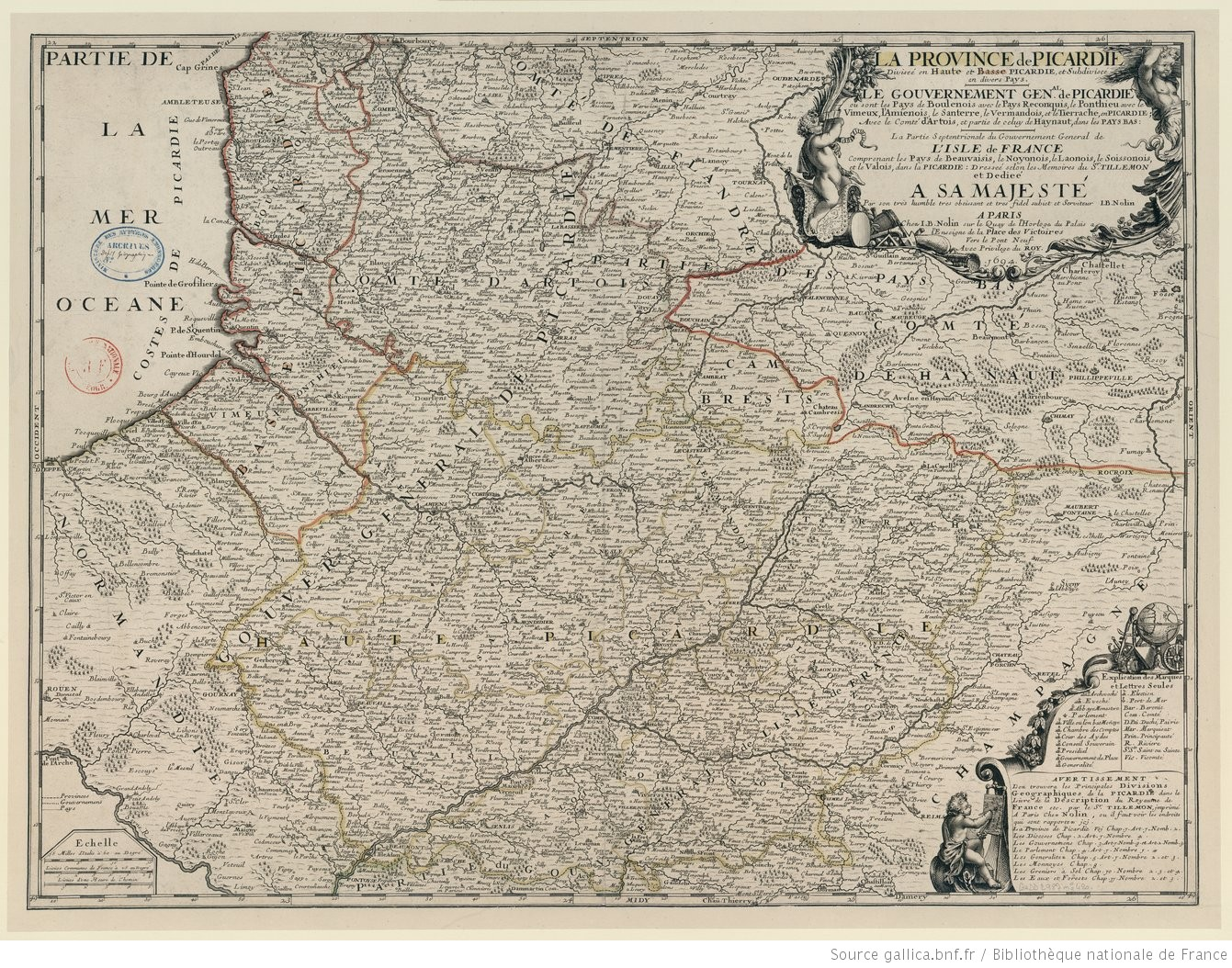
La province de Picardie divisée en haute et basse Picardie et subdivisée en divers pays, Carte de Jean-Baptiste Nolin comprenant le Soissonnais en ladite province de Picardie.

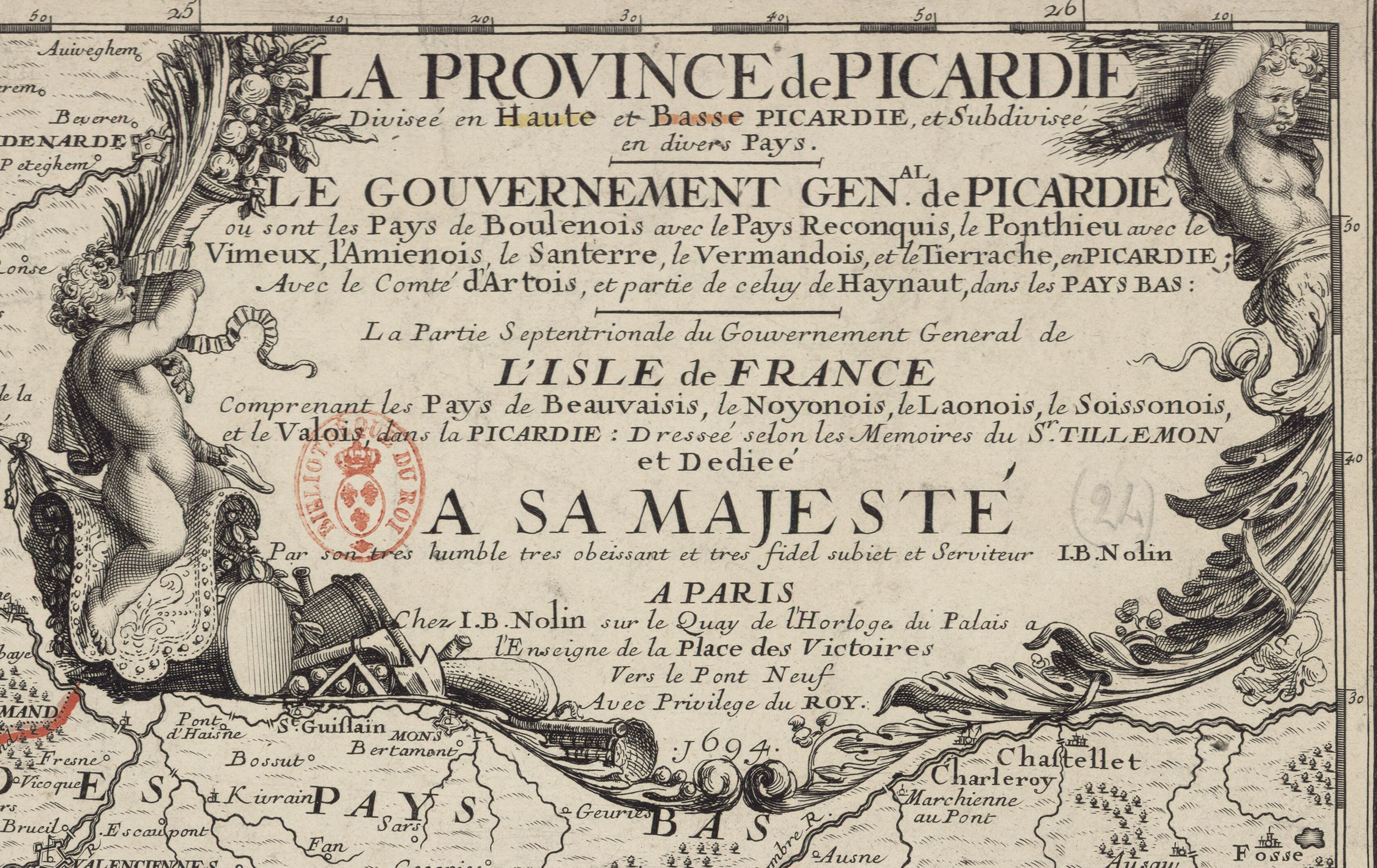
Description de la province de Picardie ; le Soissonnais est décrit comme partie de la province de Picardie et compris dans le gouvernement administratif d'Île-de-France

Le Soissonnais dans le Gouvernement d'Île-de-France sous l'Ancien Régime

Sous l'Ancien Régime, le terme Soissonnais fait appel à la notion de pays (terme issu du pagus de la Gaule romaine). À cette époque de l'histoire de France, le « pays » désigne une subdivision d'une province ; c'est une entité administrative à part entière correspondant à une petite zone d'un gouvernement militaire et chargée de faire appliquer les décisions politiques du gouvernement dont il fait partie. A la veille de la Révolution, selon l’ordonnance du 18 mars 1776, fixant le dernier état des gouvernements avant 1789, Soissons constitue un gouvernement général de première catégorie (réservé aux princes de sang et aux maréchaux), par ailleurs distinct de celui d’Amiens. Le pays du Soissonnais correspond également à deux subdivisions de l'ancien Diocèse de Soissons (Grand Archidiaconé et Archidiaconé de la Rivière) eux-mêmes découpés en doyennés et en paroisses. Le Diocèse de Soissons dépend avant 1789 de la Province ecclésiastique de Reims.
La fin du XVe siècle voit la création des grands gouvernements militaires, aux frontières tout d’abord, puis dans le reste du royaume (Ordonnance de Blois de 1498-1499). L'autorité royale qui se renforce alors vient organiser la défense du royaume et limiter les pouvoirs des baillis en confiant leurs prérogatives militaires à des gouverneurs placés à la tête des gouvernements militaires,. Lorsque Louis XI parvient à reprendre possession des comtés de Boulogne, de Ponthieu et des « Villes de la Somme », on constitue un glacis défensif ceinturant l'Artois, les Flandres, le Hainaut français, le Cambrésis, restés bourguignons, qui protègera Paris et le royaume jusqu'au retour à la France de Calais en 1558 et de l'Artois en 1559. On donne à l’ensemble le nom de sa portion centrale : Picardie qui est « un nom général, on ne trouve point dans l'Histoire aucun Seigneur qui en ait jamais porté le titre ».
Depuis 1435, « le bailliage de Vermandois, réservé la ville de Saint-Quentin », en d'autres termes, le Soissonnais, le Noyonnais, le Laonnois, Coucy, la Thiérache (Ribemont),... étaient restés au domaine du roi (Premier Traité d'Arras). Aussi, lorsqu’on trace le gouvernement d'Île-de-France, territoire qui trouve son origine dans le domaine royal franc, on prend certainement soin de ne pas reconstituer l’encombrant comté de Vermandois, dont la coutume (le droit applicable), constituée à partir du XIe siècle, restera en vigueur dans tout ou partie du Soissonnais jusqu’à la révolution. Au XVIe siècle, la Coutume de Vermandois « comprenait les bailliages et prévôtés de Laon et de Soissons, ainsi que les territoires dépendant des coutumes particulières de Ribemont, Saint-Quentin, Noyon et Coucy ». Le nord du Soissonnais relevait en partie de la coutume du bailliage et prévôté de Chauny,.
Pour ce qui est du gouvernement de rattachement du Soissonnais : « Les limites des gouvernements généraux qui se partageait le territoire de la France en 1789 étaient mal définies et, dans certains cas, n’étaient pas définies du tout. Les charges de gouverneur étant en grande partie honrifiques, il n'était pas nécessaire de préciser leur ressort exact. »,  Il faut également rappeler qu’après 1435, les écrits mentionnant « Vermandois en partie » peuvent ne concerner que la ville de Saint-Quentin et non le Soissonnais (Premier Traité d'Arras).
On relève ces hésitations sur différentes cartes anciennes. En 1483, Beauvaisis, Senlisis et une partie du Vermandois sont du gouvernement de l'Île-de-France. Vers 1545, le Laonnois, le Soissonnais, le Valois et la Thiérache sont du gouvernement de l'Île-de-France. Vers 1600, Beauvaisis du gouvernement de l'Île-de-France mais plus le Laonnois, le Soissonnais, le nord du Valois, le Vermandois, la Thiérache. Vers 1614, partie du Vermandois en Île-de-France, Reims intégré au Gouvernement de Picardie ! (Carte Gouvernement de Picardie datée de 1614). Enfin, vers 1622-1624, Noyonnais, Laonnois et Soissonnais sont définitivement à l'Île-de-France,.
Le Soissonnais fut tout d'abord rattaché au gouvernement militaire de Picardie, créé en 1482, puis fut rattaché plus tardivement au gouvernement militaire de l'Île-de-France. Ces gouvernements militaires disparurent en 1789 à la Révolution française. Tout comme les pays du Laonnois, du Noyonnais, du Valois et du Beauvaisis, le pays du Soissonnais appartient à la province de Picardie, mais était compris dans le gouvernement d'Île-de-France, qui était en réalité bien plus étendu que la province du même nom qui se limitait quant à elle au pays de France, à l'Hurepoix, à la Goële, au Mantois, au Vexin français, à la Brie française et au Gâtinais français mais ne comprend pas les cinq pays cités au-dessus, en réalité picards. Cette nuance sera souvent rappelée dans les multiples descriptions des provinces de France ; l'Almanach royal, référence administrative de l'Ancien Régime, citera constamment les pays du Soissonnais, du Beauvaisis ou du Laonnois comme picards. Des auteurs comme Tallemant des Réaux dans ses Historiettes témoignent aussi, par de brefs commentaires, l'appartenance de Soissons à la Picardie.
De 1589, qui signe l'arrivée d'Henri IV sur le trône de France en 1589, premier souverain de la maison capétienne de Bourbon, à 1789, le pays du Soissonnais fut ainsi gouverné par plusieurs comtes de maisons illustres de la noblesse française dont celle de la lignée capétienne de la maison de Bourbon : Jean de Bourbon-Vendôme, Louis Ier de Bourbon-Condé, Charles de Bourbon-Soissons, Louis de Bourbon-Soissons ou encore Marie de Bourbon-Soissons. À la fin du XVIIIe siècle, à la veille de la Révolution, on recense en France trente quatre provinces et plus encore de pays, mais ces derniers sont surtout devenus des sources de revenus fonciers pour leurs propriétaires. La majeure partie des terres du pays du Soissonnais appartiennent aux grandes familles de la noblesse française qui résident à la Cour et utilisent surtout leur demeure seigneuriale pour la chasse et les plaisirs. Ainsi, le duc Philippe d’Orléans, dernier comte de Soissons, frère de sang de Louis XIV, qui lui avait fait cadeau du château de Villers-Cotterêts se rendait avant tout dans sa résidence pour la chasse et se promener dans son parc aménagé par Le Nôtre avant d'y être exilé après s'être opposé à un édit financier lors d'une séance royale le 19 novembre 1788.

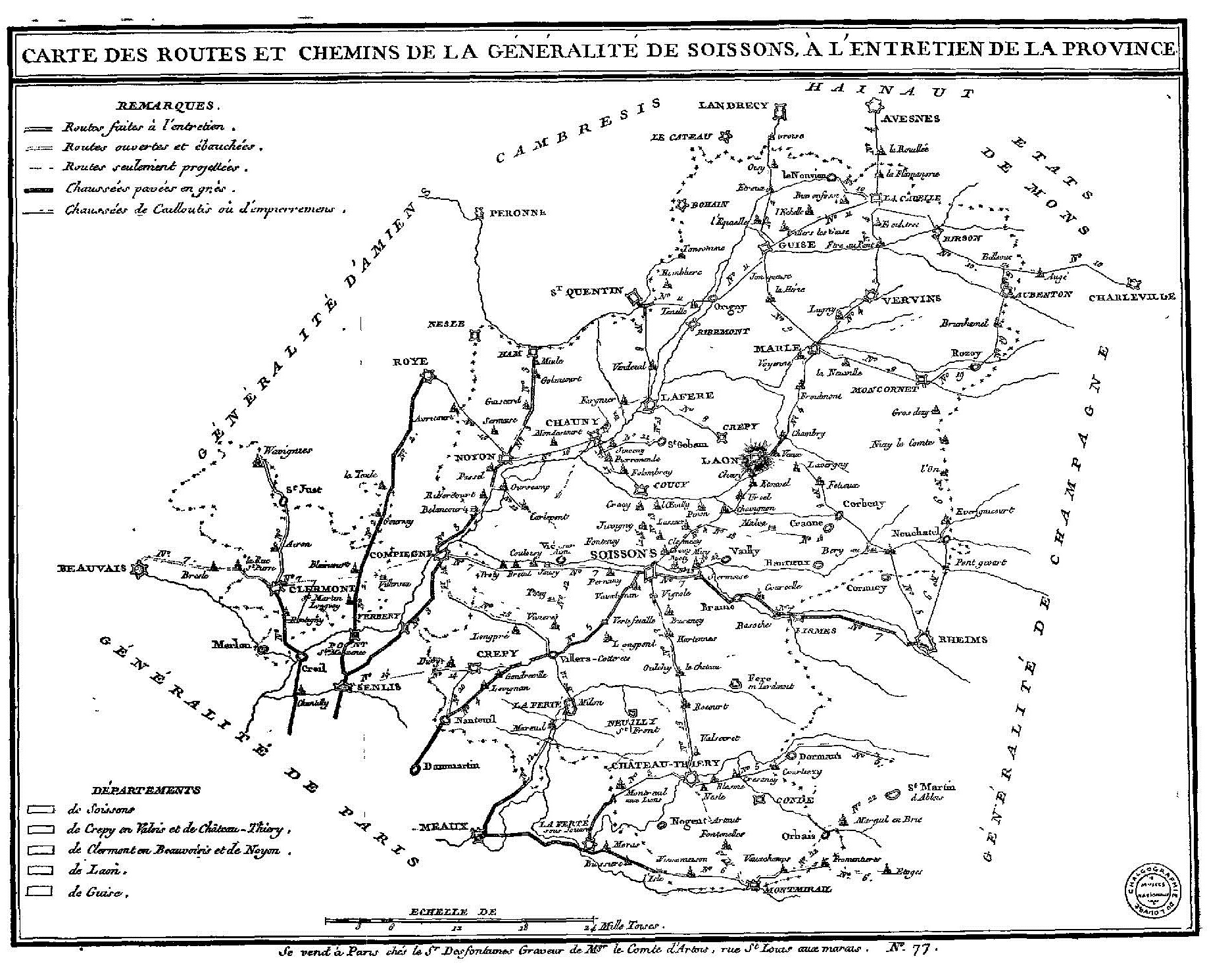
Généralité de Soissons entre 1780 et 1783

Les pays d'élection et les pays d'État sous l'Ancien Régime.

En 1542, l'édit de Cognac, crée d'autres entités administratives pour réorganiser la perception de l'impôt : les généralités. Ces circonscriptions fiscales sont indépendantes des pays même si leurs frontières correspondent peu ou prou à celles des pays. Pour faciliter la collecte et tenir compte des disparités fiscales au sein de chaque pays, chaque généralité est subdivisée en secteurs plus petits nommés élections ou encore pays d'élection. Ces pays s'opposent aux pays d'États, qui ont conservé la possibilité de délibérer et de décider dans le domaine de la fiscalité. La généralité de Soissons est créée en 1595 et compte sept élections : Château-Thierry, Clermont-en-Beauvaisis, Crépy-en-Valois, Guise, Laon, Noyon et Soissons. La généralité de Soissons s'étendra jusqu'à la Révolution au-delà des frontières du pays du Soissonnais pour englober, une partie du Valois et du Beauvaisis, le Noyonnais et une partie du Vermandois.

### Le Soissonnais à l'Époque contemporaine

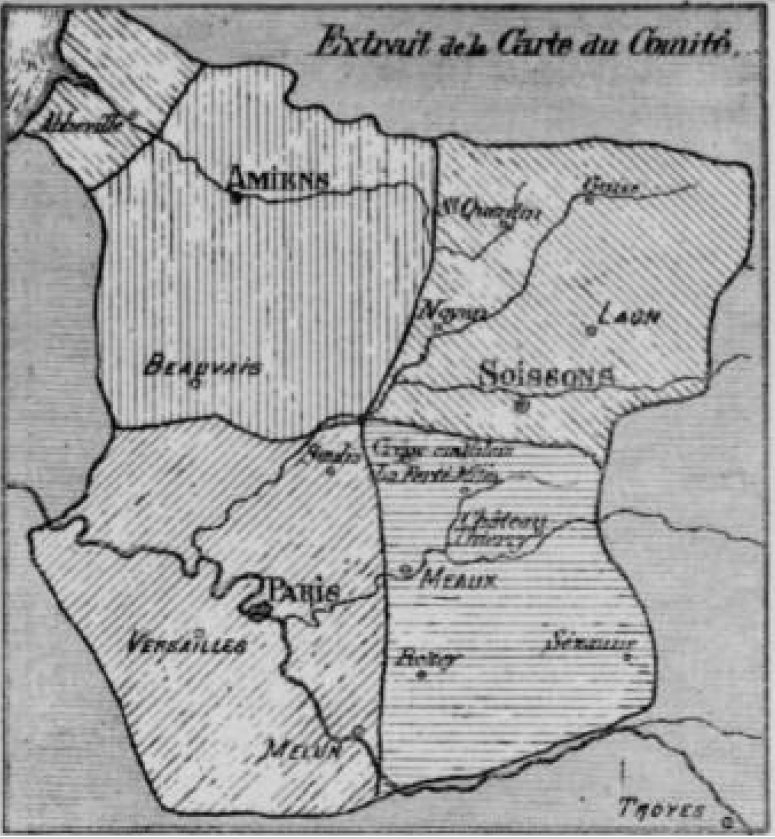
Comité de Constitution du 29 septembre 1789.

#### Le projet du Comité de Constitution du 29 septembre 1789
Après la Révolution française, le découpage topographique de la France en départements est loin de faire l'unanimité. En 1789, un Comité de Constitution est formé à l'Assemblée nationale pour discuter et proposer les contours des futures circonscriptions administratives. L'adoption du projet définitif passera par plusieurs opérations successives qui faillirent aboutir le 29 septembre 1789 à une carte inspirée du topographe Hennequin qui à certains égards respecte davantage les limites de certaines régions naturelles comme celle de la Champagne ou du Soissonnais. Il est alors question de quatre-vingts départements numérotés dans le sens latéral du nord au sud dont celui du « Vermandois-et-Soissonnais ».
Formant des divisions très inégales pour certains départements, ce projet est vivement critiqué. Pourtant, dans la carte ci-contre représentant la proposition du Comité de Constitution en septembre 1789, la région naturelle du Soissonnais ne se trouve pas amputée de sa partie occidentale même si à contrario, elle en perd sa partie méridionale située au nord de l'Automne séparant ainsi des communes comme Villers-Cotterêts et La Ferté-Milon en dehors du Soissonnais. Si nous admettons volontiers aujourd'hui que les limites historiques du pays du Soissonnais, de la généralité de Soissons et du diocèse de Soissons semblent mieux respectées dans cette version que dans le projet final qui fut adopté en 1790, la raison principale pour laquelle le projet du futur département du Soissonnais est rejeté est d'une toute autre nature. Du fait de leur situation et de leur importance, de nombreuses villes prétendent au rôle de préfecture de la nouvelle circonscription. Ainsi en est-il de Soissons et de Laon entre lesquelles commence une lutte sans merci.

#### Le projet du Comité de Constitution du 10 décembre 1789

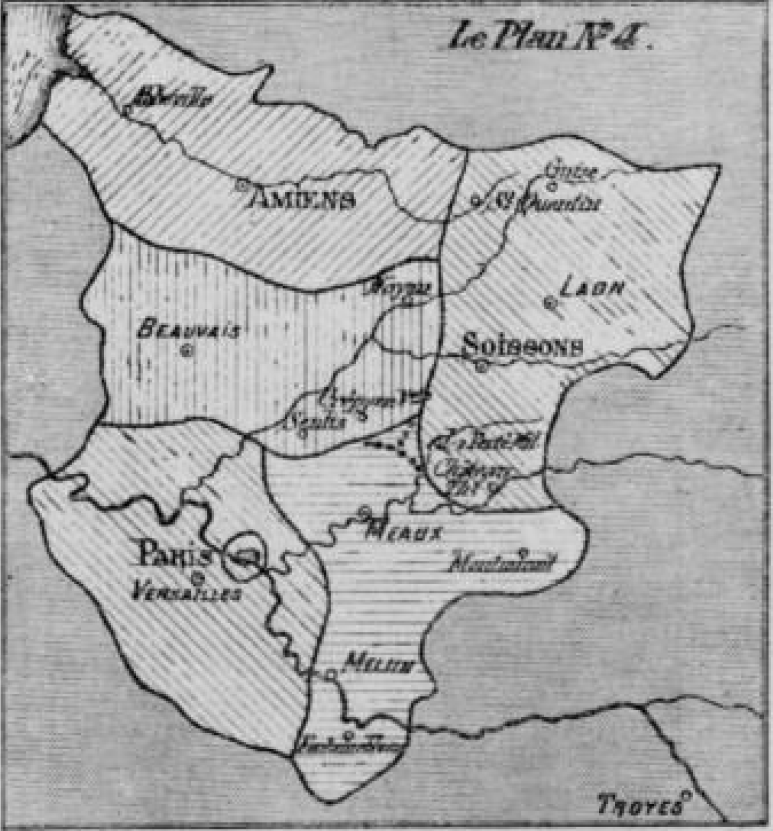
Comité de Constitution du 10 décembre 1789.

Apprenant que des démarches avaient été engagées lors la construction de la proposition de septembre 1789 pour que la ville de Laon endosse le rôle de préfecture en se basant sur un argument de « centralité », la commune de Soissons ne tarde pas à réagir. S'appuyant sur le fait que la formation du département devait tenir compte des limites de son ancienne généralité, Soissons demande que sa partie méridionale comprenant Château-Thierry soit réintégrée. Par cette habile proposition, Soissons se revoyait situé au centre du futur département et pouvait prétendre au rôle de préfecture au même titre que Laon. Mais le principe d'équité de la superficie des départements obligeait ainsi Soissons à abandonner une autre partie de son territoire sur la largeur. De façon à respecter un certain équilibre, ce fut naturellement l'Ouest qui fut entaillé sur toute la longueur du département. Ainsi, des six plans proposés par le nouveau Comité de Constitution du 10 décembre 1789, c'est le plan no 4 correspondant à quelques modifications près à l'actuel département de l'Aisne qui fut adopté ; puisque réduit en largeur, la nouvelle circonscription perdait notamment les communes de Noyon et de Compiègne et la région naturelle du Soissonnais était ainsi divisée entre les départements de l'Aisne et de l'Oise. Bien entendu, ce plan ne satisfaisait ni Laon, ni Château-Thierry, qui perdait espoir d'administrer un district du fait même de sa position excentrée dans le nouveau département. Quant à Noyon, la commune demandait également à se rapprocher du Vermandois.

#### Le projet final du 17 février 1790

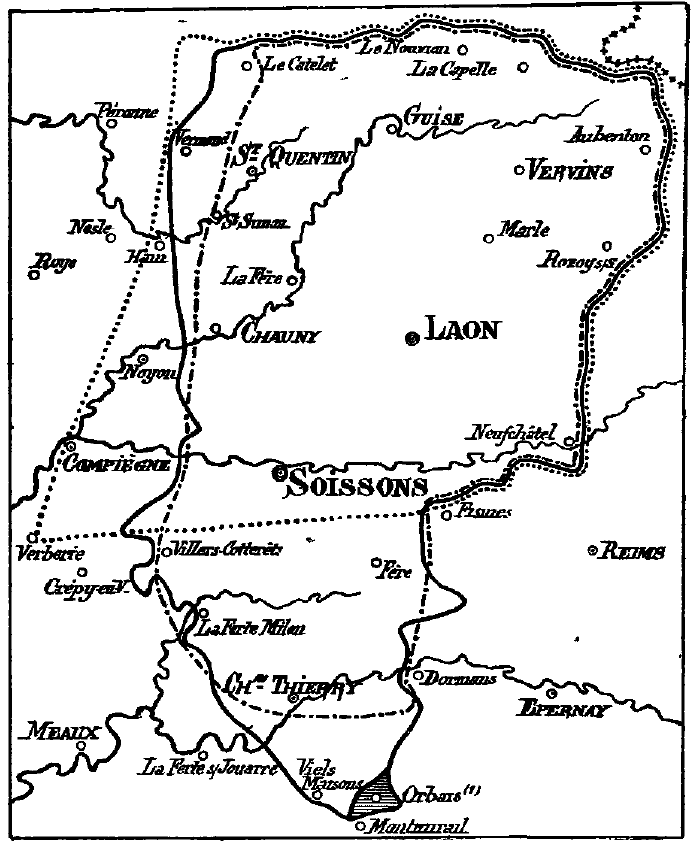
Comparaison des cartes des projets de septembre (points discontinus) et décembre 1789 (tirets discontinus) avec le projet final de février 1790 (trait continu).

Après quelques adaptations permettant à Château-Thierry d'obtenir sa place de chef-lieu de district par une extension des frontières du département vers le Sud, le Soissonnais quittait le gouvernement d'Île-de-France le 17 février 1790 pour devenir d'abord le département du Vermandois-et-Soissonnais avant d'être définitivement renommé le 26 février 1790 département de l'Aisne. Ironie du sort, ce fut Laon qui devint finalement la préfecture de l'Aisne et Soissons perdit de son influence politique et territoriale. De 1790 à 1795 le département est découpé six districts dont le district de Soissons qui se compose alors de 11 cantons : Acy, Bazoches, Braisne, Bucy, Cœuvres, Oulchy-le-Château, Septmont, Soissons, Vailly, Vic-sur-Aisne et Villers-Cotterêts. En 1800, le département est redécoupé et le Soissonnais devient l'un des cinq arrondissements de l'Aisne.

#### Le Soissonnais auXXesiècle
Au XXe siècle, les limites administratives du Soissonnais n'évolueront plus mais les deux grandes guerres modifieront pour longtemps les paysages de la région qui fut l'une des plus durement touchée. Lors de la Première Guerre mondiale, certaines bataillées resteront tristement célèbres pour leurs dommages occasionnés et leur nombre de morts. La bataille du Chemin des Dames, du 16 avril au 24 octobre 1917 est certainement l'une des plus violentes avec près de 200 000 morts du côté des Alliés. La bataille du Soissonnais dite également bataille du Soissonnais et de l'Ourcq qui se déroule du 18 au 22 juillet 1918 fait quant à elle plus de 120 000 morts en à peine quelques jours. De nombreuses autres batailles comme celle de la Malmaison ou encore celle de l'Ailette, auront des conséquences dramatiques pour la région tant sur le plan humain, qu'architectural. La Seconde Guerre mondiale sera à nouveau le théâtre de violents combats pour le Soissonnais aux mois de mai et juin 1940 lors de la bataille de l'Ailette.
La région naturelle du Soissonnais est aujourd'hui parfois confondue avec d'autres limites administratives comme celles de l'actuel pays du Soissonnais, dont les limites territoriales fixées par l'arrêté préfectoral du 22 février 2005, sont celles d'une unité administrative correspondant au bassin économique situé autour de Soissons et regroupant la communauté d'agglomération du Soissonnais, la communauté de communes de Retz-en-Valois, la communauté de communes du Val de l'Aisne et de la communauté de communes du canton d'Oulchy-le-Château.